# Războiul de Șapte Ani
Războiul de șapte ani (1754 și 1756–1763; părți ale căror teatre de conflagrație au fost numite și Războiul Pomeranian și Războiul francez și indian) a implicat atât lupte în Europa cât și în colonii. Acest război a fost descris de Winston Churchill ca fiind primul război mondial, deoarece a fost primul conflict din istorie în care luptele s-au desfășurat pe tot globul pământesc, cea mai mare parte a combatanților fiind națiunile europene și coloniile lor.
Acest război a avut ca protagoniste principalele puteri ale vremii: pe de-o parte Prusia, Regatul Marii Britanii (inclusiv coloniile Coroanei britanice din America de Nord, Compania Indiilor Orientale Britanice și Regatul Irlandei), Hanovra și pe de altă parte Austria, Regatul Francez (plus Principatul Saxoniei, Noua Franță și Indiile Orientale Franceze), Imperiul Rus, Suedia. Spania și Regatul Portugaliei au fost atrase în conflict mai târziu, iar forțele olandeze neutre au fost atacate în India.
Rezultatul cel mai evident al războiului a fost decăderea puterii Franței, atât în Americi (unde au rămas sub stăpânirea colonială doar Guiana Franceză, Saint-Domingue și Saint Pierre și Miquelon, iar Guadelupa și Martinica le-au fost returnate) cât și pe continentul european și transformarea Marii Britanii într-o putere colonială dominantă. În plus, marina franceză a fost mult redusă. În plus, Compania Indiilor Orientale Britanice (British East India Company) a câștigat cea mai importantă poziție în India, colonie care devenea astfel "nestemata coroanei Imperiului Britanic".

## Etimologia
În Canada și în Regatul Unit, denumirea de "Războiul de Șapte Ani" este folosită pentru descrierea atât a conflictului nord-american, cât și a conflictului european și al celui asiatic. Conflictul în India a fost denumit "Cel de-al Treilea Război Carnatic". Conflictul dintre Prusia și Austria a fost denumit ca "Cel de-al Treilea Război Silezian". Istoriografia suedeză îl denumește "Războiul Pomerian". 
Conflictul s-a purtat la scară globală, fiind denumit și "Război Mondial", asemeni "Războiului de Treizeci de Ani", "Războiul de Succesiune Spaniolă" și "Războiul de Succesiune Austriacă". 
Uneori, conflictul din America de Nord este inclus în ceea ce este considerat un război mai larg, cunoscut că războiul franco-indian deoarece forțele britanice erau ajutate de numeroase triburi de amerindieni, deși cele mai multe triburi au luptat de partea francezilor.

## Preludiu

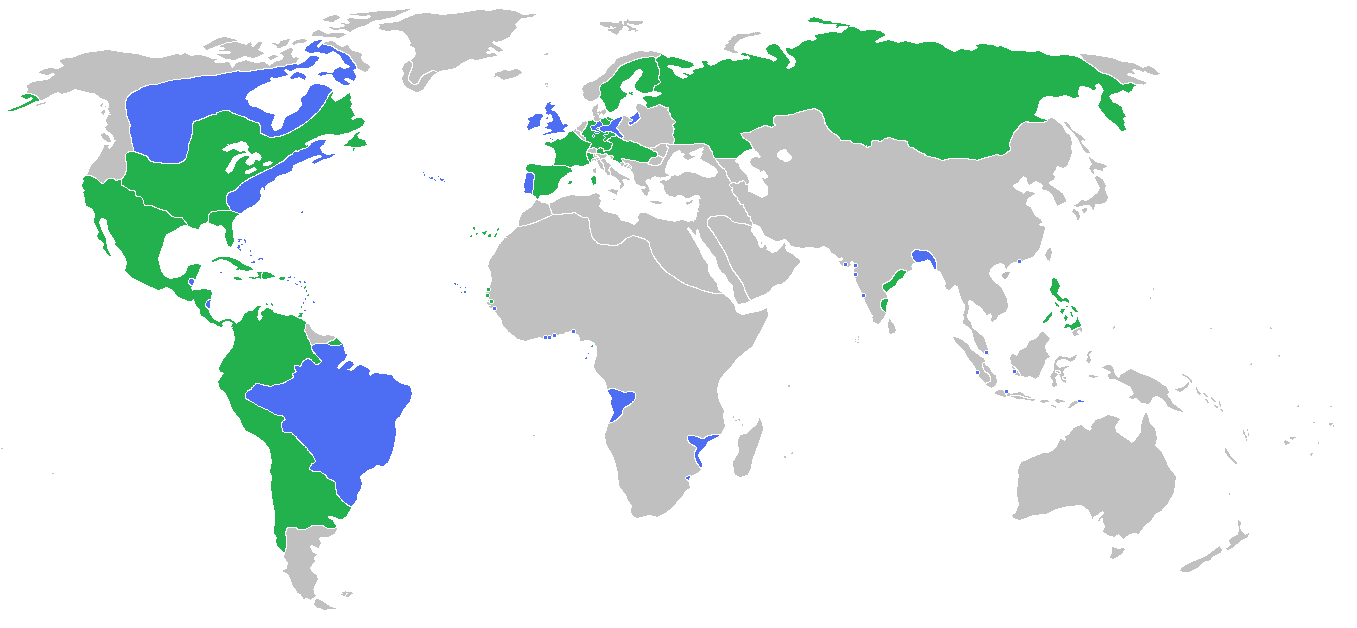
Participanții la Războiul de Șapte Ani

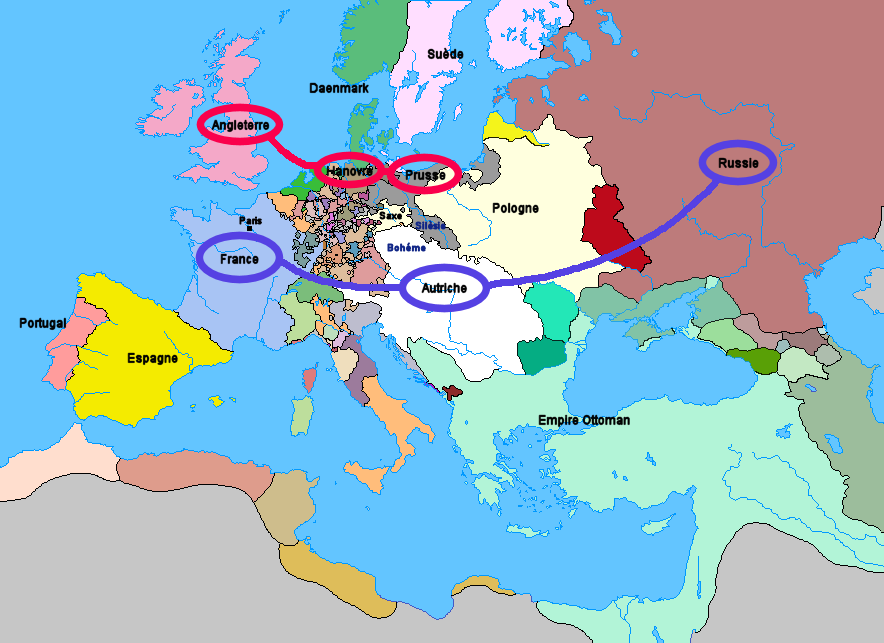
Revoluția Diplomatica

Războiul de Șapte Ani este considerat o continuare a Războiului de Succesiune Austriacă care s-a desfășurat între 1740-1748, în care regele Frederic al II-lea al Prusiei, a invadat și cucerit provincia bogată austriacă, Silezia. Maria Tereza a Austriei a semnat Tratatul de la Aix-la-Chapelle în 1748 pentru a începe reconstrucția forțelor militare și a forma o nouă alianță. Pacea de la Aix-la-Chapelle a fost, de fapt, un armistițiu. În pofida stării de pace de la 1748, în spațiile extraeuropene, mai ales în America de Nord și India, au avut loc ciocniri importante între Franța și Marea Britanie. În India, disputa a fost între Franța și Marea Britanie, dar prin intermediari: Compania britanică a Indiilor Orientale și Compania franceză a Indiilor Orientale. 
Harta politică a Europei a fost redesenată în câțiva ani, Austria abandonând alianța de 25 de ani cu Anglia. De-a lungul Revoluției Diplomatice din 1756, vechii inamici de secole: Franța, Austria și Rusia au format o nouă alianța împotriva Prusiei. Inamici în războiul anterior, Prusia s-a aliat cu Marea Britanie, ai cărei dinastii domnitoare, Hanovra, își vedea teritoriile ancestrale din Germania amenințate de Franța. Britanicii aveau cea mai avansată flota maritimă din lume, în timp ce Prusia avea cea mai bine instruită armata terestră la acel moment. Acest lucru îi permitea Marii Britanii să își concentreze resursele militare în expediții coloniale. Britanicii sperau că noua serie de alianțe ce s-a format în timpul Revoluției Diplomatice avea să mențină pacea, dar s-au dovedit a fi un catalizator la erupția ostilităților în Europa în 1756. 
Armata austriacă a fost supusă unei revizuiri după sistemul prusac. Maria Tereza, cu cunoștințele sale militare, i-au făcut pe mulți dintre generalii săi să se simtă rușinați, fiind presați necontenit pentru desfășurarea reformei. Avea un mare interes pentru menținerea bunăstării soldaților ei, câștigând astfel respectul acestora. Austria suferise înfrângeri umilitoare în războiul anterior și, fiind nemulțumită de ajutorul limitat oferit de britanici, vedea în Franța ca un singur aliat ce ar fi ajutat-o să recupereze Silezia și să oprească expansiunea Prusiei. 
Motivul izbucnirii războiului a fost și lupta pentru supremația colonială dintre Imperiul Britanic și Imperiul Francez. Ambele imperii s-au extins și s-au ciocnit pe două continente. Deschiderea oficială a ostilităților în Europa a fost precedată de lupta din America de Nord, în care britanicii doreau să se extindă spre vest dinspre coasta de est și să revendice posesiunile franceze din valea Mississippi de la sfârșitul anilor 1740. Ca să prevină extinderea în Virginia și Pennsylvania, francezii au construit o linie de forturi în Pennsylvania de Vest la mijlocul anilor 1750. Eforturile britanicilor să le disloce au condus la conflicte.

## Strategii

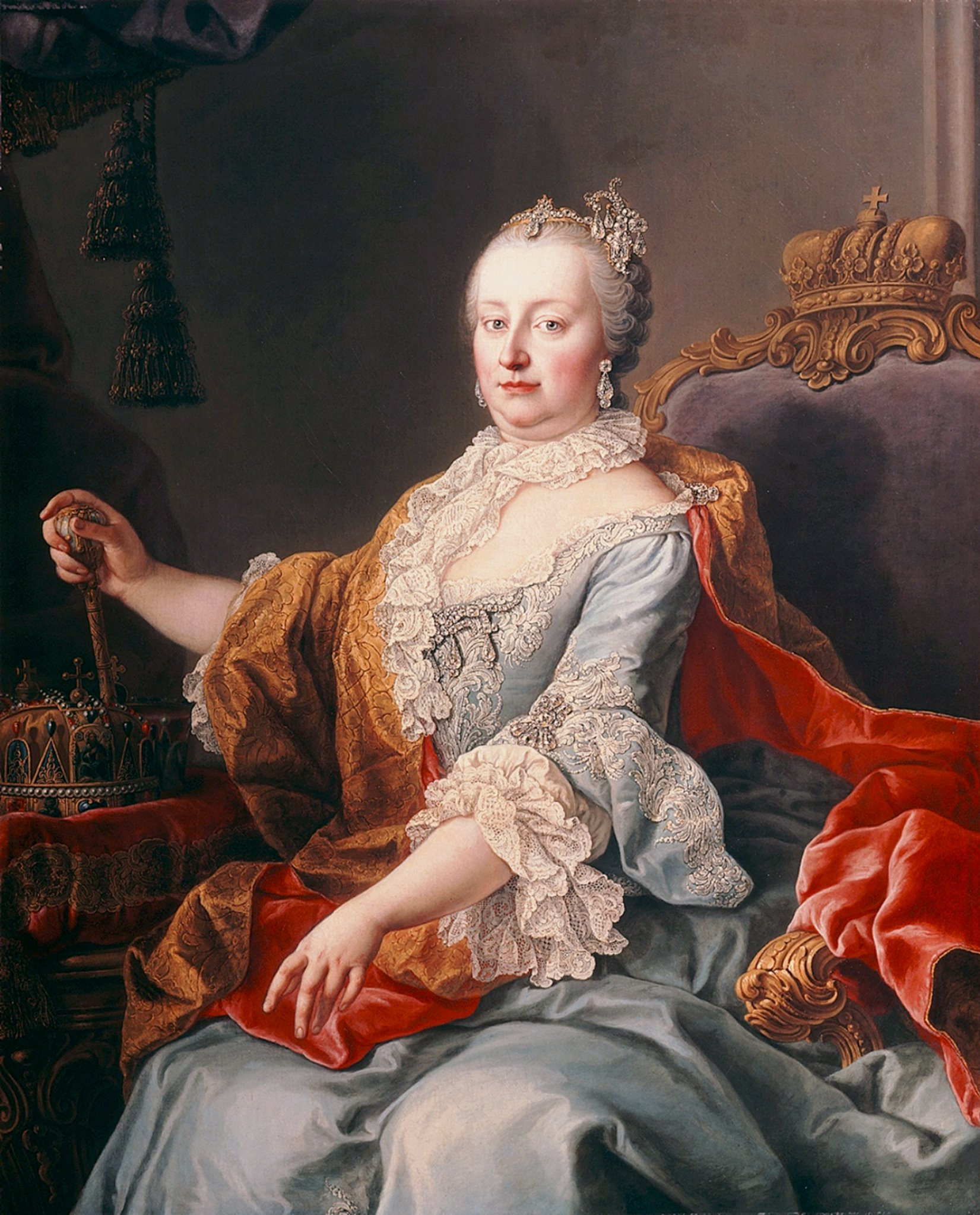
Maria Tereza

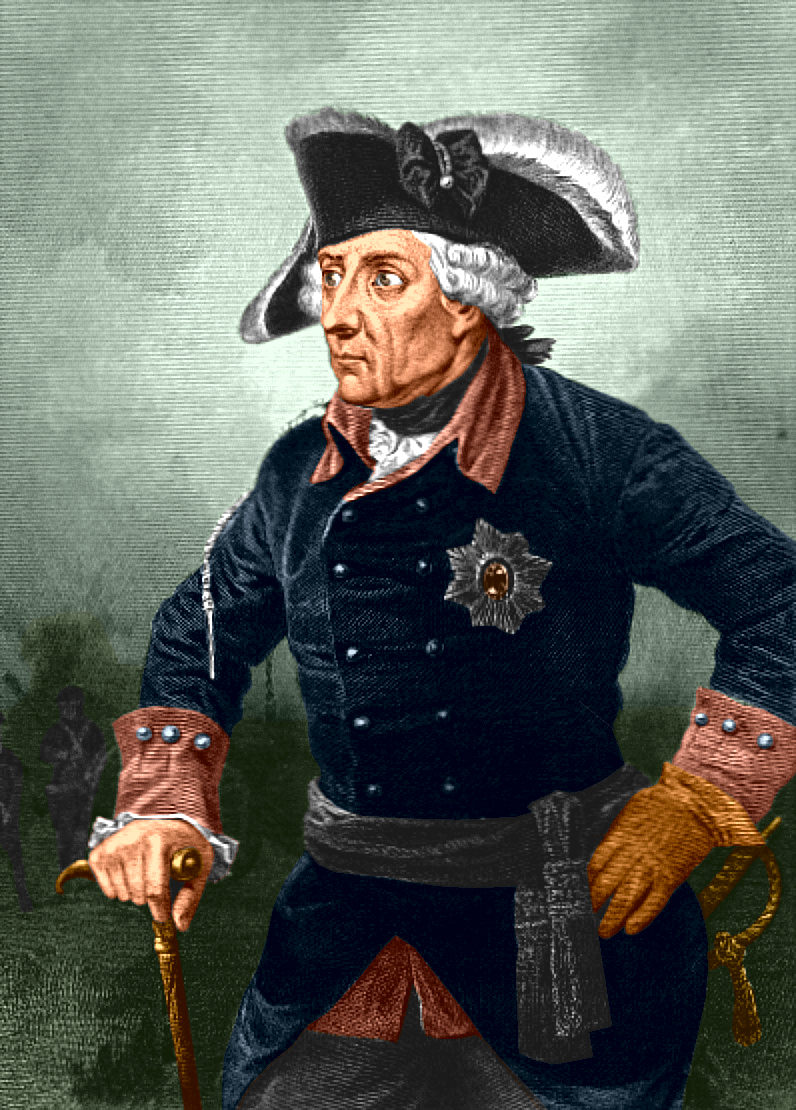
Frederic al II-lea

De-a lungul secolului al XVIII-lea, Franța a abordat războaiele în același mod ce îi permitea să-și apere coloniile, să ofere un ajutor minim, trimițând un număr limitat de trupe sau soldați neexperimentați, anticipând că va pierde oricum lupta pentru colonii. Din cauza supremației maritime a britanicilor, marina franceză nu putea distribui bunuri și sprijin semnificativ pentru coloniile franceze. De aceea își concentra cea mai mare parte a armatei în Europa în speranța că va câștiga războiul mai aproape de casă, sperând ca apoi, de pe urma negocierilor să recâștige posesiunile pierdute. Această abordare nu a fost benefică Franței, pierzând coloniile.
Ludovic XV era un rege dotat cu suficient de multă inteligență pentru a face față acestor situații excepționale, însă la Curtea de la Versailles apar tabere care îl influențează din toate pǎrțile
. A existat o dramatică dilemă cu care s-a confruntat Franța: care trebuia să fie prioritatea cu privire la strategia pe termen lung? Franța era statul cel mai populat (cu excepția Rusiei) și a fost tentată să instituie o hegemonie continentală. Hegemonia viza, în special, Europa Occidentală și Centrală. Franța avea o substanțială forță maritimă care a determinat ca să-și construiască, la fel ca Marea Britanie, un imperiu colonial destul de important, prezent în America de Nord, Antile și Guyana Franceză în America de Sud, Pondicherry și Chandannagar în India. Această expansiune și apărarea domeniului colonial presupuneau resurse și o puternică forță navală. 
Britanicii evitau să se angajeze în luptele terestre pe continent. Ei căutau să se alieze cu unul sau mai multe puteri continentale ale căror interese erau comune și antitetice cu cele ale inamicilor. În acest război, l-au avut ca partener principal pe marele strateg militar Frederic al Prusiei, al cărui stat se afla în ascensiune în Europa Centrală. Britanicii chiar îi plăteau subvenții lui Frederic pentru a-și duce campaniile. Marea Britanie urmărea în mod activ războiul din colonii, profitând pe deplin de puterea sa navală. Britanicii urmăreau o strategie duală de blocadă navală și bombardau porturile inamice. Aveau capacitatea de a muta rapid trupele peste mare. Hărțuiau transportul maritim al inamicilor și al coloniilor acestora. Imperiul Britanic era compus din coasta estică a Americii de Nord și deținea controlul în nordul continentului având ieșire la Golful Hudson, mai deținea insulele Bahamas și Jamaica în Caraibe, Minorca în Marea Mediterană și Madrasul din India, pe care l-a recuperat de la francezi. Rușii și austriecii erau determinați să reducă puterea Prusiei, considerată o nouă amenințare la granițele lor. Împreună cu Franța, planurile alianței constau în apărare reciprocă și în atacarea simultană a Prusiei din două părți, de către Rusia și Austria, sprijinite de Franța.

## Războiul

### Europa

#### 1756

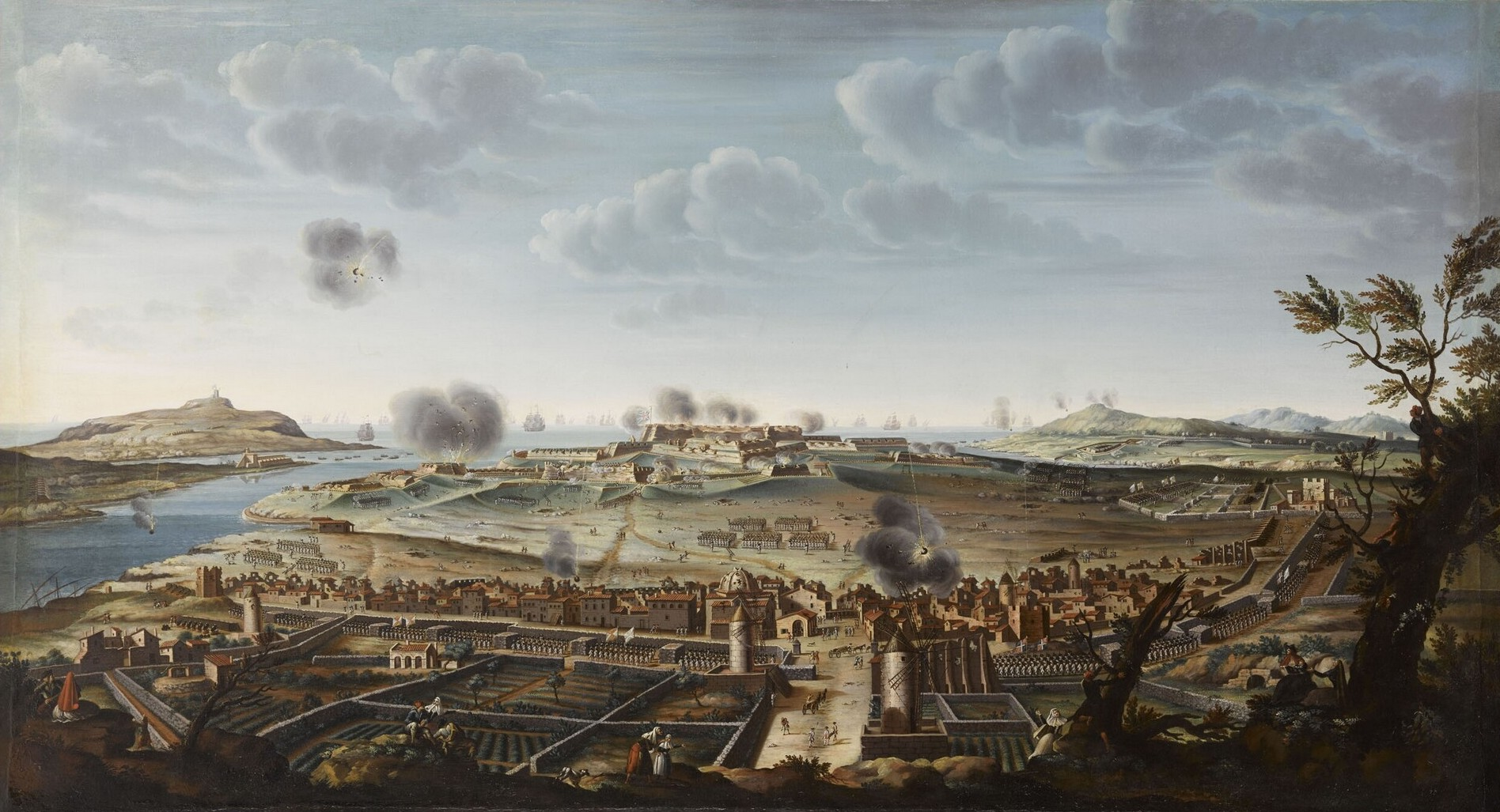
Atacarea Minorcei

Prim-ministrul britanic Ducele de Newcastle, a rămas optimist, considerând că acest război va preveni ruperea Europei de o nouă serie de alianțe. Totuși, o forță largă franceză s-a mobilizat la Toulon, fiind inițiată campania franceză împotriva britanicilor prin atacarea Minorcei din Mediterana. Insula a fost capturată pe 28 iunie, astfel că amiralul britanic Byng a fost judecat și executat pentru eșecul apărării insulei. Războiul dintre Marea Britanie și Franța a fost declarat pe 18 mai, la doi ani după încetarea luptelor din Ohio, America de Nord. 
Având știri primite despre ciocnirile din America de Nord și suportul securizat al Marii Britanii în alianța anglo-prusacă, Frederic al II-lea al Prusiei a traversat granița Saxoniei pe 29 august 1756, unul dintre statele germane mici aflate în liga cu Austria, ca o preemțiune a anticipării invadării austro-franceze a Sileziei. Frederic avea trei obiective în noul conflict cu Austria.
Primul obiectiv: anexarea Saxoniei. Frederic avea să folosească apoi armata și trezoreria saxonă pentru a sprijini eforturile Prusiei în război; 
Al doilea obiectiv: să avanseze cu armata sa în Bohemia unde avea să ierneze; 
Al treilea obiectiv: invadarea Moraviei din Silezia, anexarea fortăreței Olmuz și avansarea spre Viena pentru a o cuceri și încheia războiul. 
Împăratul Frederic l-a lăsat pe feldmareșalul contele Kurt von Schwerin în Silezia, cu 25.000 de soldați ca gardă împotriva incursiunilor din Moravia sau Ungaria și pe feldmareșalul Hans von Lehwaldt în Prusia de Est, cu o gardă împotriva invaziei ruse din est. Frederic a plecat cu armata sa spre Saxonia așa cum a stabilit. Armata prusacă a mărșăluit de-a lungul Saxoniei în trei coloane. În dreapta era o coloană de 15.000 de soldați, comandați de prințul Ferdinand de Brunswick-Lüneburg. În stânga era o coloană ce cuprindea 18.000 de soldați, sub comanda ducelui  de Brunswick-Bevern. În centru era Frederic însuși, acompaniat de feldmareșalul James Keith, având sub comandă 30.000 de soldați. Ferdinand s-a apropiat de orașul Chemitz. Ducele de Brunswick-Bevern a traversat Luzacia pentru a se apropia de Bautzen. Între timp, Frederic și Keith mergeau spre Dresda.  Armatele Saxoniei și Austriei erau nepregătite, iar forțele sale împrăștiate. Frederic a ocupat Dresda fără nicio opoziție din partea saxonilor. La Bătălia de la Lobositz de pe 1 octombrie, Frederic a împiedicat armata izolată a saxonilor să întărească armata austriacă condusă de generalul Browne. Prusacii au ocupat în cele din urmă Saxonia, armata saxonă capitulând la Pirna în octombrie, fiind obligată să întărească rândurile armatei prusace.
Atacarea electoratului neutru al Saxoniei a cauzat panicarea Europei și a condus la formarea unei coaliții puternice anti-prusace. Singurul succes semnificativ al Austriei a fost ocuparea parțială a Sileziei. Totuși, succesele lui Frederic erau nedecisive și foarte costisitoare pentru mica sa armată. El și-a dat seama că nu lupta cu aceiași austrieci din războiul anterior. 
Anglia a fost surprinsă de ofensiva prusacă. A început să suplimenteze sprijinul acordat aliatului prusac cheltuind o suma echivalentă a 87 milioane de lire în prezent. O forță combinată din forțele hanovriene condusă de britanici sub comanda Ducelui de Cumberland a fost alcătuită pentru a proteja Hanovra de invazia franceză. Britanicii au încercat să convingă Provinciile Unite să se alăture alianței, dar acestea au refuzat și au preferat să rămână neutre. În ciuda superiorității numerice a inamicului, acțiunile Prusiei se dovedeau a fi un succes în raport cu dezamăgirile britanicilor în campaniile din America de Nord. 

#### 1757

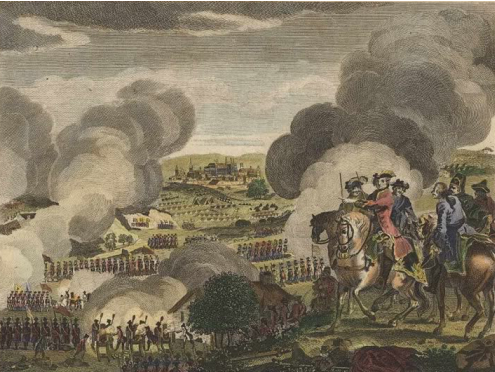
Asediul orașului Praga

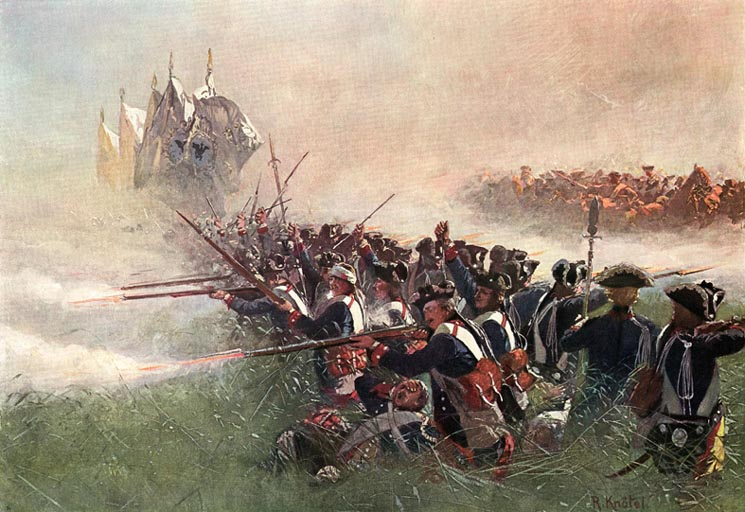
Bătălia de la Kollin

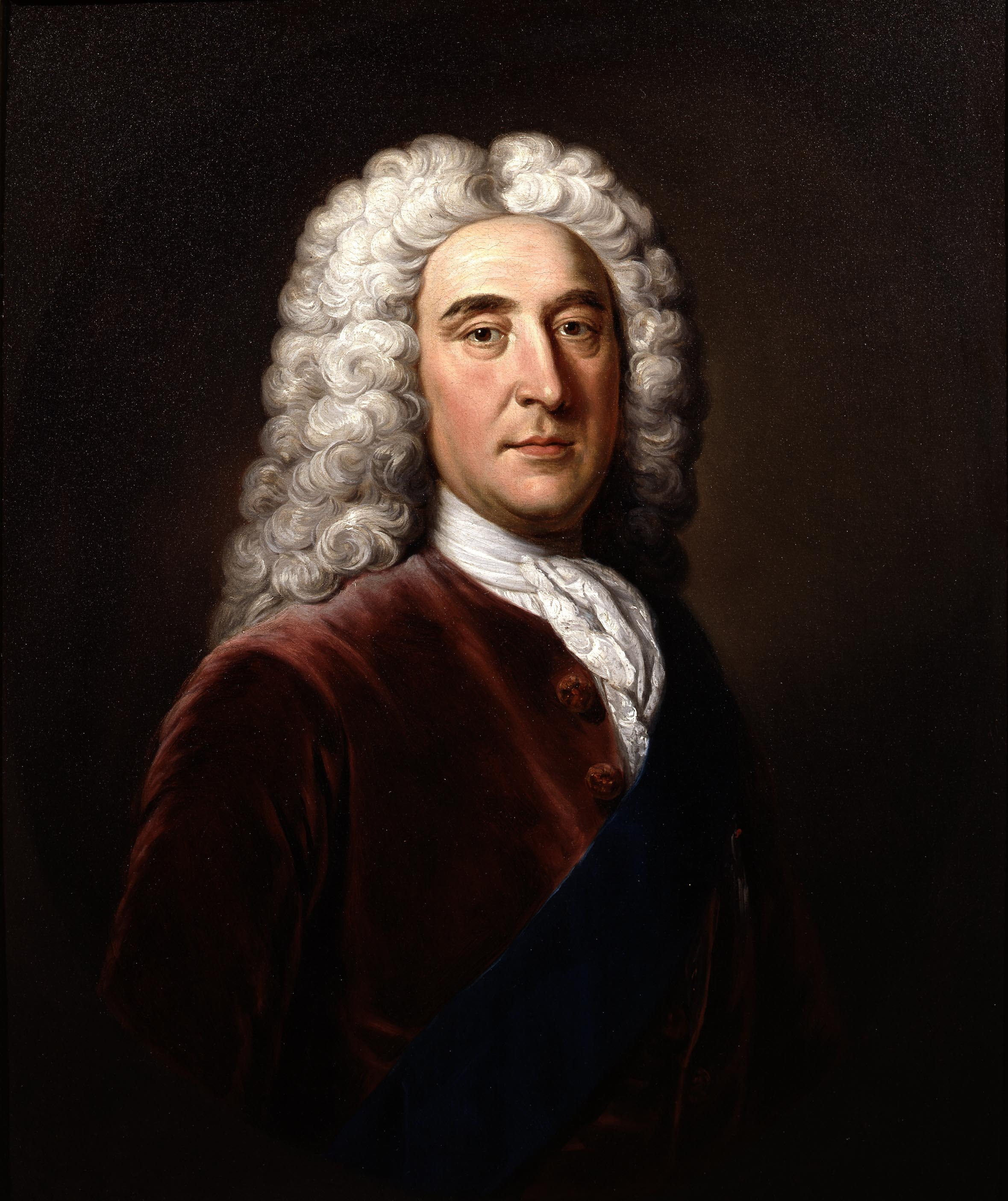
Ducele de Newcastle

La începutul anului, Frederic a luat inițiativa de a mărșălui spre Regatul Boemiei, sperând că va învinge decisiv forțele habsburgice. După victoria obținută în Bătălia de la Praga de pe 6 mai, în care ambele tabere au suferit pierderi majore, prusacii au forțat trupele austriece să se întoarcă spre fortificațiile orașului Praga. Armata prusacă a început să asedieze orașul. Frederic a luat cu el 5000 de soldați din asediul de la Praga pentru a le trimite și întări armata Ducelui de Brunswick-Bevern de 19 000 de soldați aflată în Kolin, în Boemia. 
Armata a respins ușor armata austriacă comandată de generalul Franz Leopold von Nadasdy auf Fogaras, forțând-o să se întoarcă spre poziția sa din Gang și Kuttenmen din Bohemia pentru a securiza pozițiile. Retragerea lui Nadasdy a cauzat retragerea mareșalului Daun cu marea sa armata austriacă de-a lungul Deutsch-Brod pentru a proteja poziția expusă. 
Pe 16 iunie, generalul Daun a mărșăluit spre nord-vest pentru a distrage flancul stâng al armatei prusace. Frederic a mărșăluit spre nord-vest pe 17 iunie pentru a distrage armata austriacă a lui Daun. Totuși, Daun știa manevra lui Frederic și de-a lungul nopții 17-18 iunie, Daun a avansat cu armata sa pentru a-l confrunta pe Frederic într-o nouă poziție.
În dimineața zilei de 18 iunie, o ceață s-a așezat asupra câmpului de bătălie. Frederic a ignorat manevra lui Daun de-a lungul nopții. La ora 6 dimineață, când generalul Zieten a avansat cu garda sa în jurul orașului Planjan a aflat atunci adevărată poziție a armatei austriece. Frederic era în fața aripii stângi a armatei sale. Aripa stânga a armatei prusace era puternică, Frederic dorind să-i atace pe austrieci cu aceasta. Prusacii au atacat după-amiază. Totuși, Frederic a aflat că austriecii au atacat aripa dreapta a armatei sale. Frederic și-a retras trupele din aripa stânga pentru a umple golul aripii drepte a armatei atunci când generalul major Manstein și-a condus trupele pentru a ataca forțele croate. 
Trupele din aripa stânga erau epuizate, astfel, Frederic a fost nevoit să anuleze atacul și să ducă o lupta defensivă pe flancul sau stâng. Nu a fost suficient și astfel, flancul central și cel stâng al armatei s-au năruit. 
Frederic a fost învins în bătălia de la Kolin. A fost prima sa înfrângere. Înfrângerea l-a determinat să încheie asediul de la Praga și să se retragă spre Boemia. 
În vara, rușii au invadat Memel cu 75 000 de soldați. Memel era una dintre cele mai puternice fortărețe din Prusia. Totuși, după cinci zile de bombardament al artileriei ruse, armata rusă a atacat fortăreața și au ocupat-o. Rușii au utilizat Memel ca pe o baza de invadare a Prusiei de Est și au învins forța prusacă în Bătălia de la Gross-Jagersdorf de pe 30 august. Totuși, nu au putut lua Konisberg încă și s-au retras imediat. 
Nu doar că Frederic era forțat să renunțe la invazia Boemiei, dar acum era forțat să se retragă spre Prusia. De înfrângerile sale au profitat multe state europene. Suedia i-a declarat război și a invadat Pomerania cu 17 000 de soldați. Suedia consideră însă că trebuia evitată o lupta directă cu armata prusacă. Austriecii s-au mobilizat să atace pământul prusac, iar francezii conduși de Soubise s-au apropiat dinspre vest. În noiembrie-decembrie, situația Germaniei s-a reversat. 

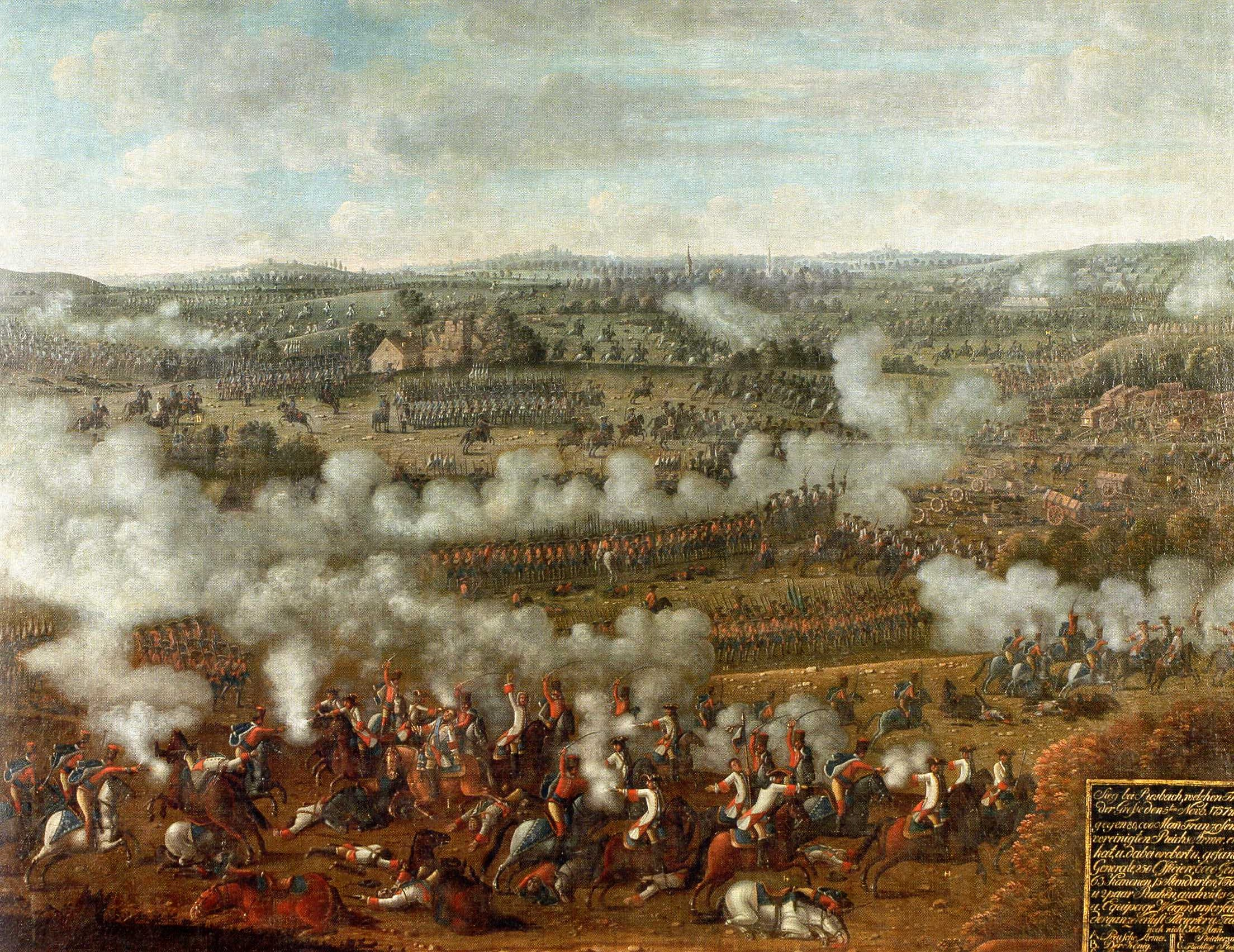
Bătălia de la Rossbach

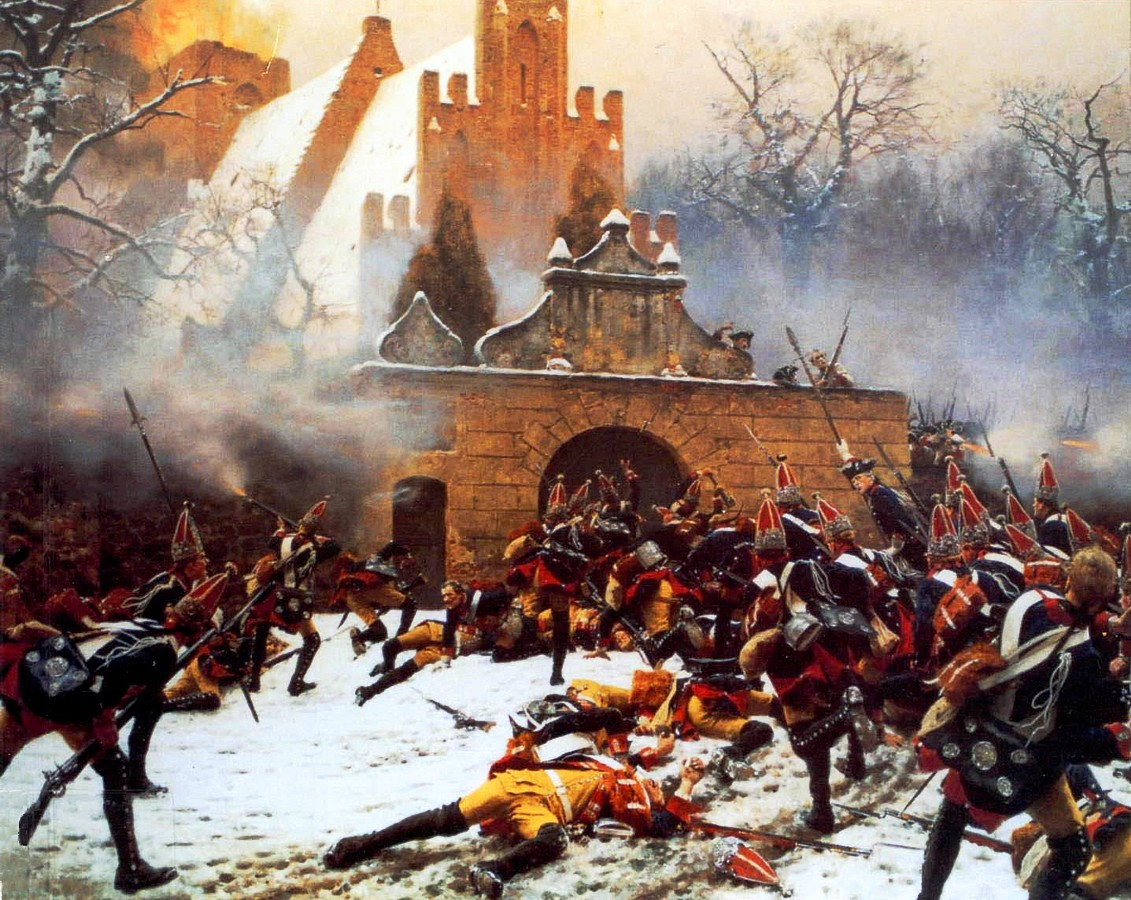
Batalia de la Leuthen

Frederic l-a învins pe prințul Soubise în Bătălia de la Rossbach pe 5 noiembrie și a învins armata austriacă în Bătălia de la Leuthen pe 5 decembrie. Cu aceste victorii, Frederic și-a restabilit reputația militară. În ciuda succeselor însă, prusacii înfruntau patru puteri majore pe patru fronturi: Franța din vest, Austria din sud, Rusia din est și Suedia din nord. O forță combinată dintr-un număr de state germane mici ca Bavaria s-au stabilit sub control austriac, ceea ce a îngreunat controlul Prusiei asupra Saxoniei. . Pentru Prusia, Războiul de 7 ani devenea o luptă pentru supraviețuire.
Problema s-a agravat atunci când armata Hanoveriană principală condusă de Cumberland a fost învinsă în Bătălia de la Hastenbeck, forțele capitulând în Convenția de la Klosterzeven, urmând invazia franceză a Hanovrei. Convenția a exclus Hanovra și Brunswick din război, lăsând forțele vestice să se apropie de teritoriul vulnerabil al Prusiei. Frederic a trimis urgent o cerere de ajutor către britanici. 
Britanici sufereau însă înfrângeri în America de Nord. Din 1756, Newcastle și William Pitt au fost de acord pentru încheierea unui parteneriat politic și au format o coaliție guvernamentală ce avea să sprijine efortul de război. Noua strategie cuprindea sprijinirea armatei britanice așa cum propuse Newcastle pe continentul european și pentru apărarea Germaniei și determinarea lui Pitt pentru folosirea flotei navale pentru a lansa expediții și a cuceri coloniile franceze. Dubla strategie avea să domine politică britanică pentru următorii cinci ani.
Mulțumită victoriilor Prusiei la Rossbach și Leuthen, situația a devenit favorabilă pentru Frederic. Rusia și-a retras armatele din Prusia de Est. Calculând că nu va mai avea loc nici un avans rusesc până anul următor, Frederic și-a mutat trupele spre Pomerania sub comanda mareșalului Lehwaldt pentru a respinge invazia suedeză. Armata prusacă a respins forțele suedeze , a ocupat Pomeriania suedeză și a impus o blocadă capitalei Stralsund. 
George al II-lea al Marii Britanii și-a consiliat miniștrii să revoce Convenția de la Klosterzeven și Hanovra reintră în război. În iarnă, noul comandant al forțelor hanovreze, Ducele Ferdinand de Brunswick, și-a regrupat armata și a lansat o serie de ofensive ce au respins forțele franceze ce traversau râul Rin. 

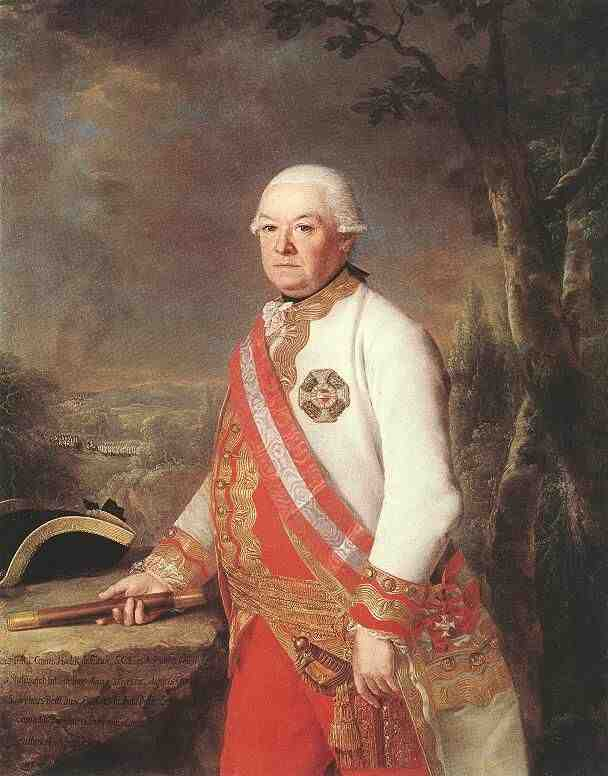
Andreas Hadik

Între 10-17 octombrie, generalul Ungariei, Contele Andrei Hadik, a servit în armata austriacă, executând acțiuni faimoase. Când regele prusac mărșăluia spre sud cu armatele sale puternice, generalul ungur, pe neașteptate, cu cei 5000 de soldați hussari au înconjurat Prusia și au ocupat capitala lor, Berlinul, într-o noapte. Orașul a fost cruțat în urma unei negocieri prin care prusacii au plătit 200 000 de taleri. Când regele Frederic a auzit de situația rușinoasă, a trimis imediat o forță largă spre Berlin. Hadik s-a întors înapoi cu husarii săi spre liniile austriece. Hadic a fost promovat la rangul de mareșal al armatei austriece. 

#### 1758

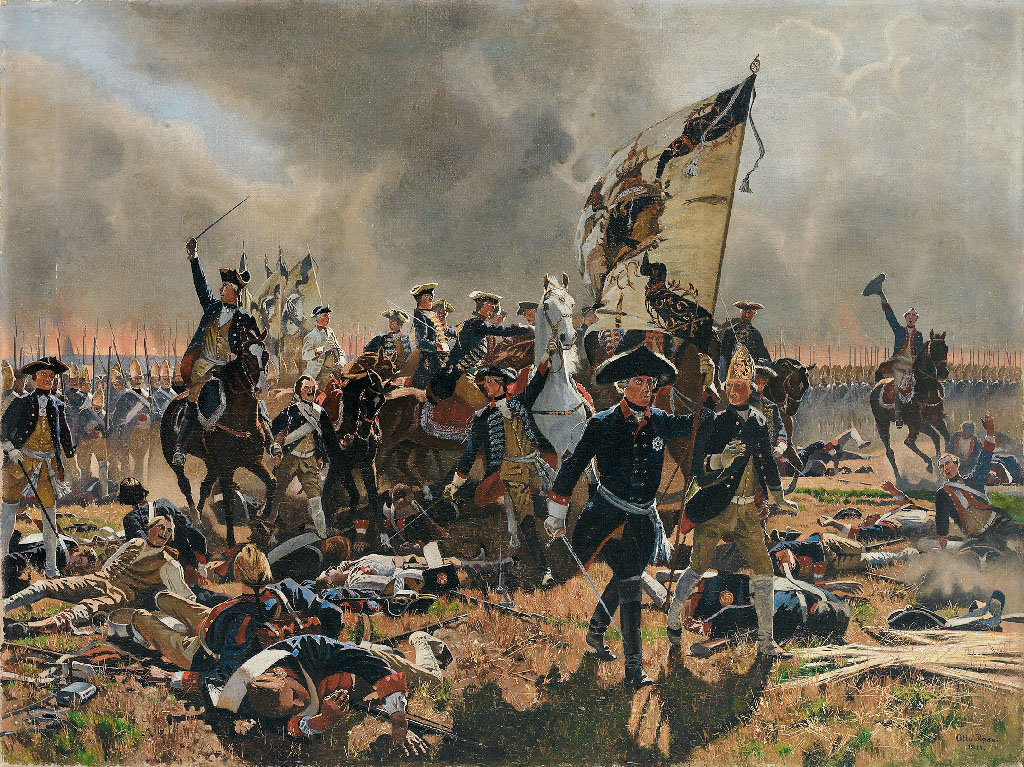
Bătălia de la Zorndorf

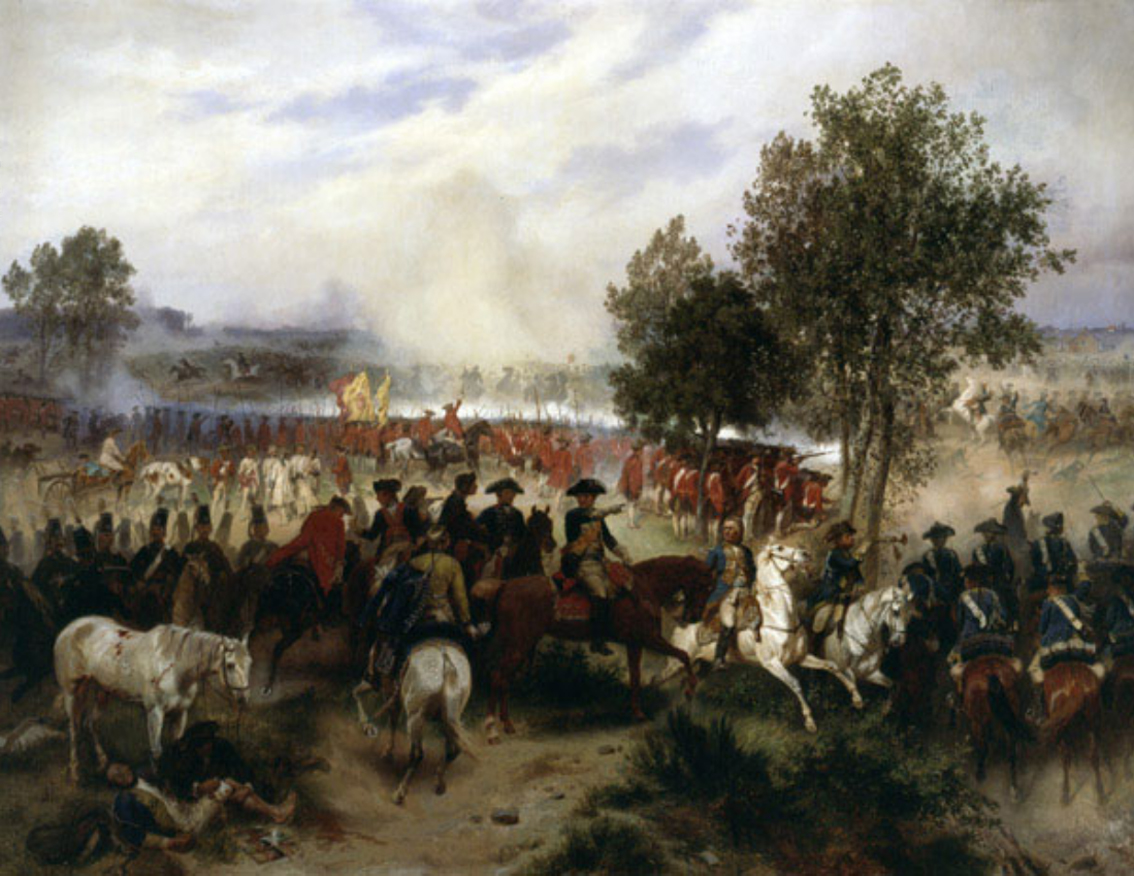
Batalia de la Krefeld

La începutul anului, Frederic a lansat invadarea Moraviei, și a condus asediul Olomoucului. Ca urmare a victoriei austriece în Bătălia de la Domstadtl ce a întrerupt convoiul de aprovizionare a prusacilor, Frederic a încetat asediul și s-a retras în Moravia. A încetat orice încercare de a mai lansa o invazie majoră a teritoriului austriac. Prusia de Est a fost ocupată de forțele ruse în iarnă și a rămas sub controlul rușilor până în 1762, cu toate că Frederic nu i-a mai văzut pe ruși ca o amenințare imediată. 

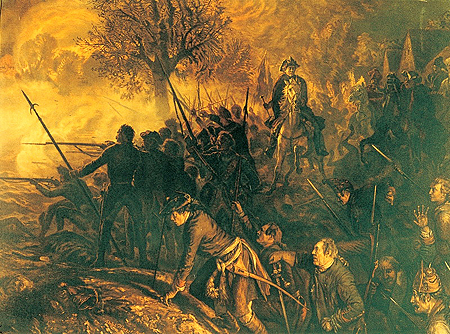
Bătălia de la Hochkirch

În aprilie 1758, britanicii au încheiat convenția anglo-prusacă cu Frederic, prin care promiteau că vor plăti subsidii de 670 000 de lire sterline. Marea Britanie a mobilizat o forță de 9000 de trupe pentru a întări armata Hanovriană a lui Ferdinand. Ferdinand a reușit să-i respingă pe francezi din Hanovra și Westfalia și să recaptureze portul Emden în martie, înainte să traverseze Rinul cu forțele lor ce au cauzat alarmă în Franța. În ciuda victoriei lui Ferdinand asupra francezilor din Bătălia de la Krefeld și ocupației Dusseldorfului, a fost nevoit să-și retragă forțele de pe Rin din cauza manevrei de succes a forțelor franceze masive. Din acest punct, Frederic era concentrat pe avansul rus din est și a mărșăluit pentru a-l contracara. 
Pe 25 august, în Bătălia de la Zorndorf, armata prusacă alcătuită din 35 000 de soldați comandați de Frederic a luptat împotriva armatei ruse alcătuite din 43 000 de soldați comandați de contele Fermor. Ambele tabere au suferit pierderi grele și rușii s-au retras de pe câmp, iar Frederic a pretins victoria. În Bătălia indecisiva de la Tornow de pe 25 septembrie, armata suedeză a respins șase asalturi a armatei prusace, dar nu au putut să avanseze spre Berlin în urmă Bătăliei de la Fehrbellin. 
Confruntările au continuat până pe 14 octombrie, când mareșalul Daun a surprins armata prusacă în Bătălia de la Hochkirch în Saxonia. Frederic și-a pierdut o mare parte a artileriei, retrăgându-se, ajutat de pădurile dense. Austriecii au făcut un mic progres în campania din cadrul Saxoniei în ciuda faptului că Hochkirch nu a reușit să obțină un progres decisiv. După o încercare dejucată de a lua Dresda, trupele lui Daun au fost nevoite să se retragă de pe teritoriul austriac în iarnă, așadar, Saxonia a rămas prusacilor.
În Franța, anul 1758 a fost unul dezamăgitor. Un nou ministru-șef a fost numit, Ducele de Choiseul. Choiseul a planificat să sfârșească războiul în 1759, pregătind atacuri masive asupra britanicilor și Hanovrei. 

#### 1759-1760

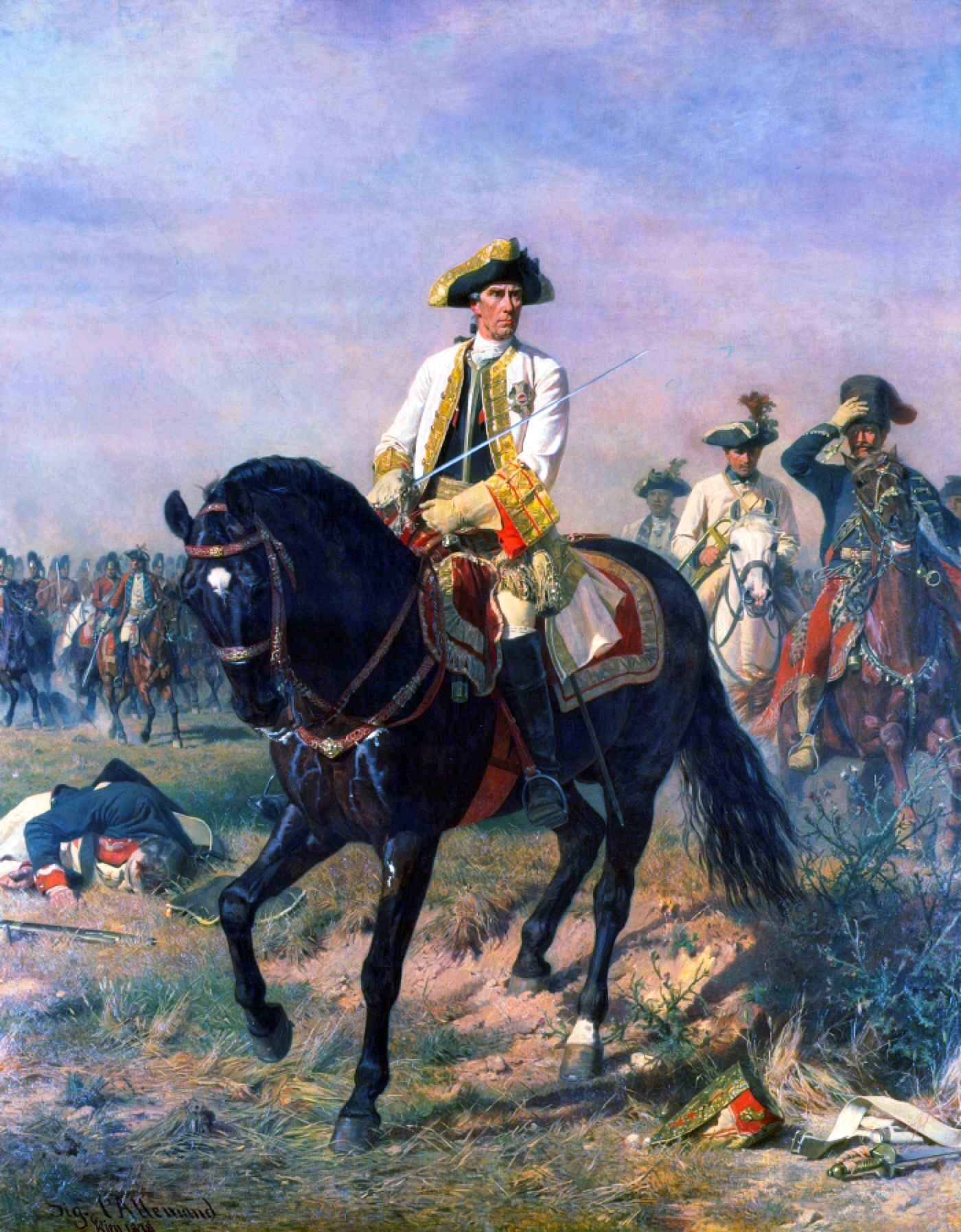
Comandantul austriac Gideon Ernst von Laudon care l-a învins pe Frederic in Bătălia de la Kunersdorf

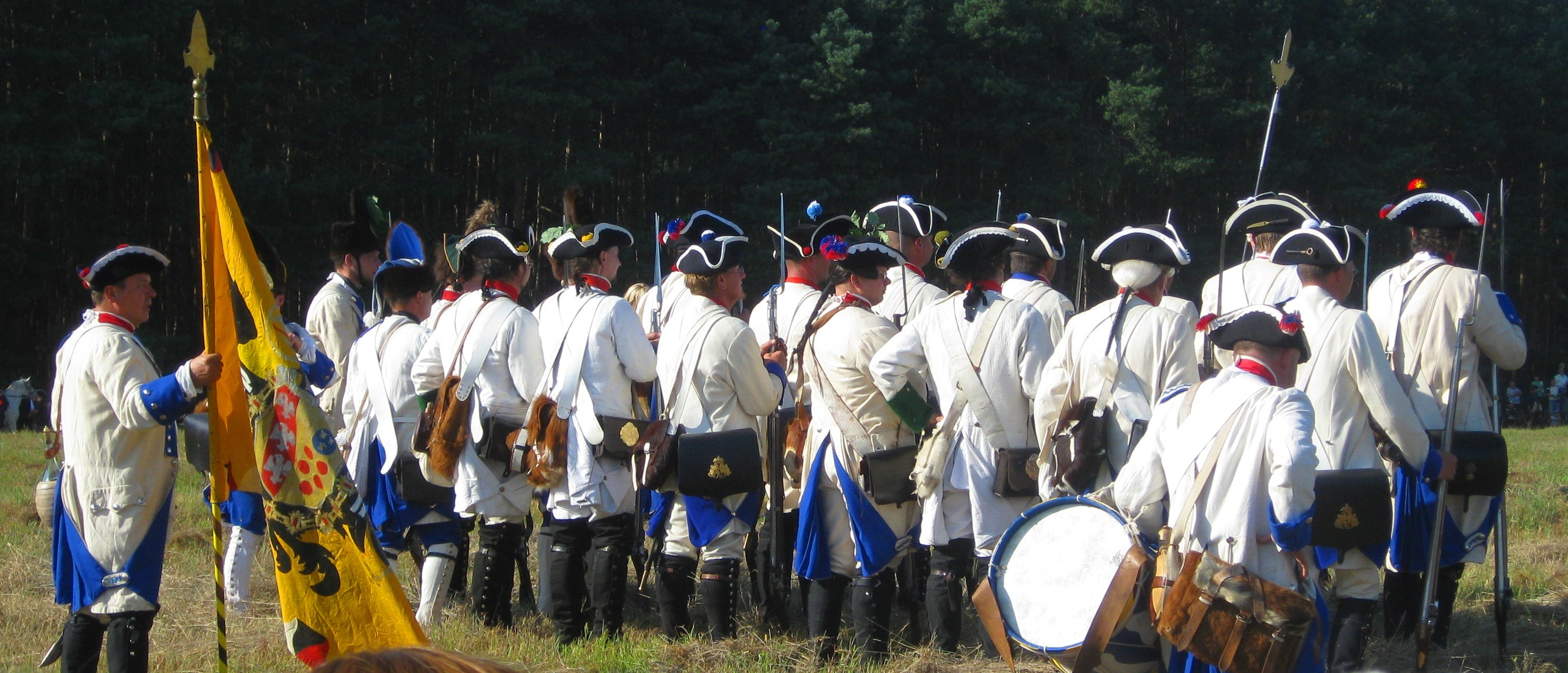
Reconstituire: soldați austrieci în Bătălia de la Kunersdorf

În 1759, prusacii au avut de suferit de pe urma înfrângerilor. În Bătălia de la Kay sau Paltzig, contele rus Piotr Saltîkov cu cei 47 000 de soldați au învins armata de 26 000 de soldați comandați de generalul Carl Heinrich von Wedel. Deși hanovrenii au fost învinși de armata franceză de 60 000 de soldați la Minden, generalul austriac Leopold Josef von Daun a fost forțat să se predea unei armate prusace de 13 000 de soldați în Bătălia de la Maxen.
Frederic însuși și-a pierdut o mare parte din armata în Bătălia de la Kunersdorf, în cea mai mare înfrângere din cariera sa militară, ce l-a determinat să abdice sau să se sinucidă. Dezastrul rezultat parțial a fost datorită erorii de judecată a rușilor, ce erau gata să demonstreze forța la Zorndorf și la Gross-Jagersdorf prin cooperarea ruso-austriacă. 

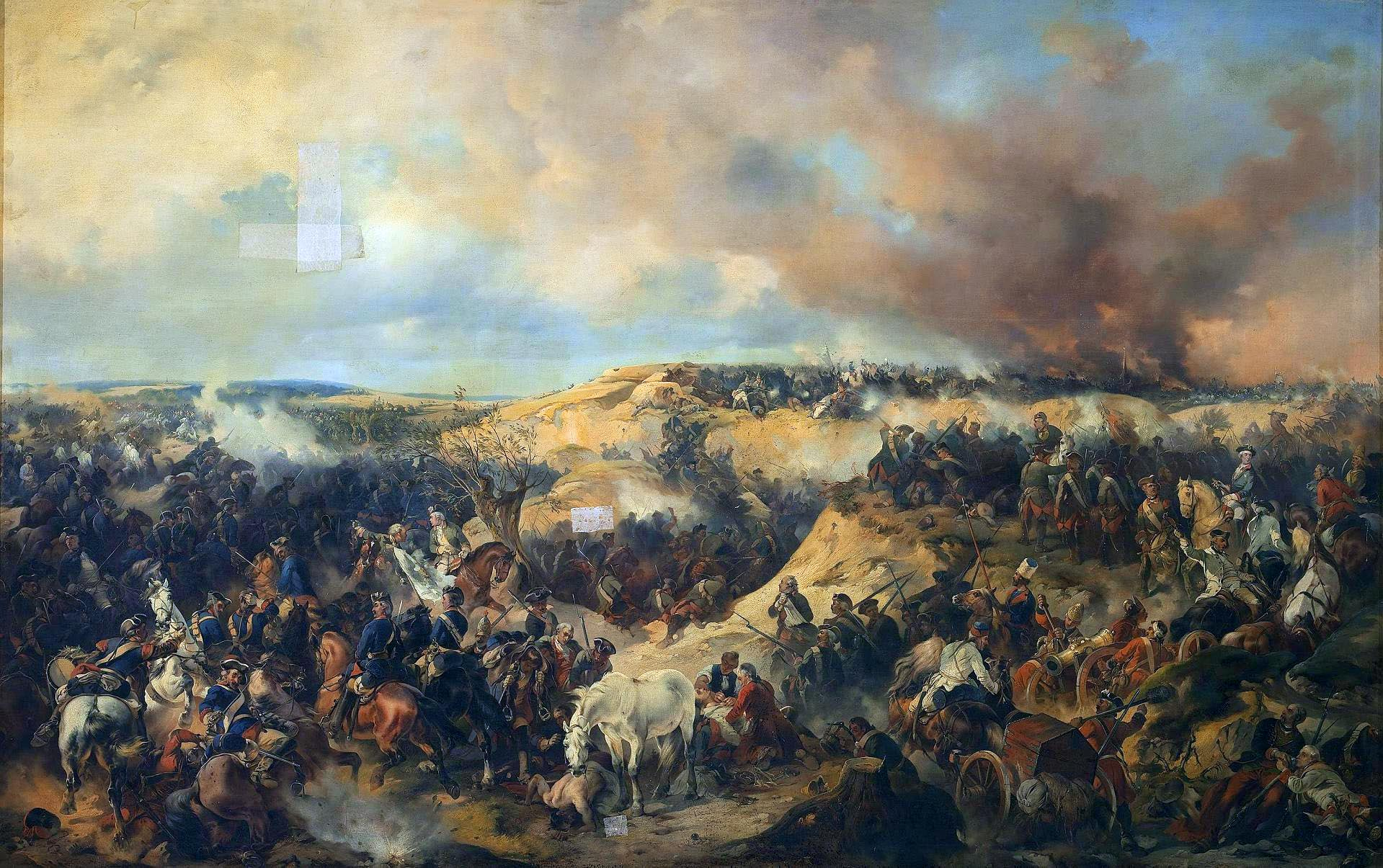
Bătălia de la Kunersdorf

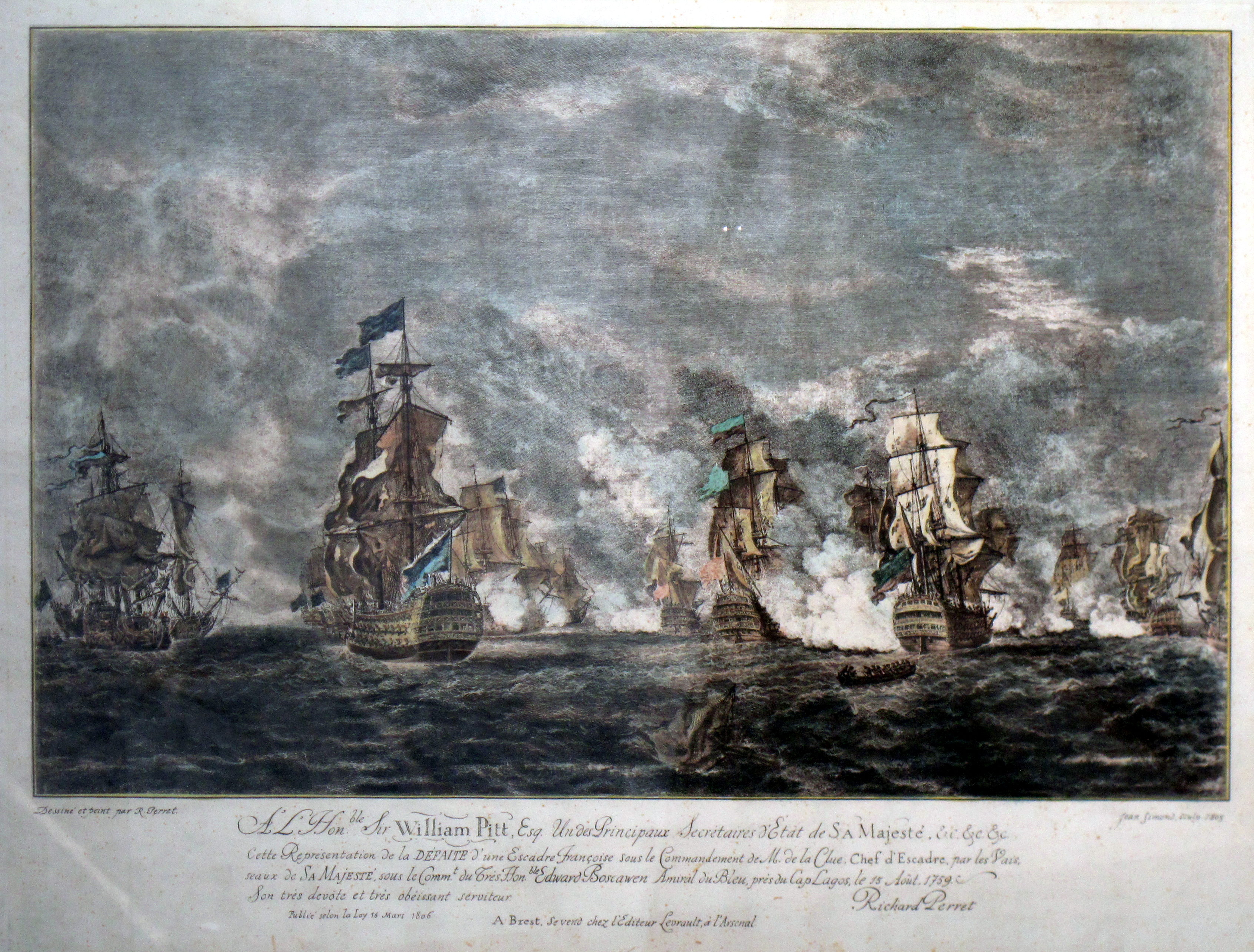
Bătălia de la Lagos

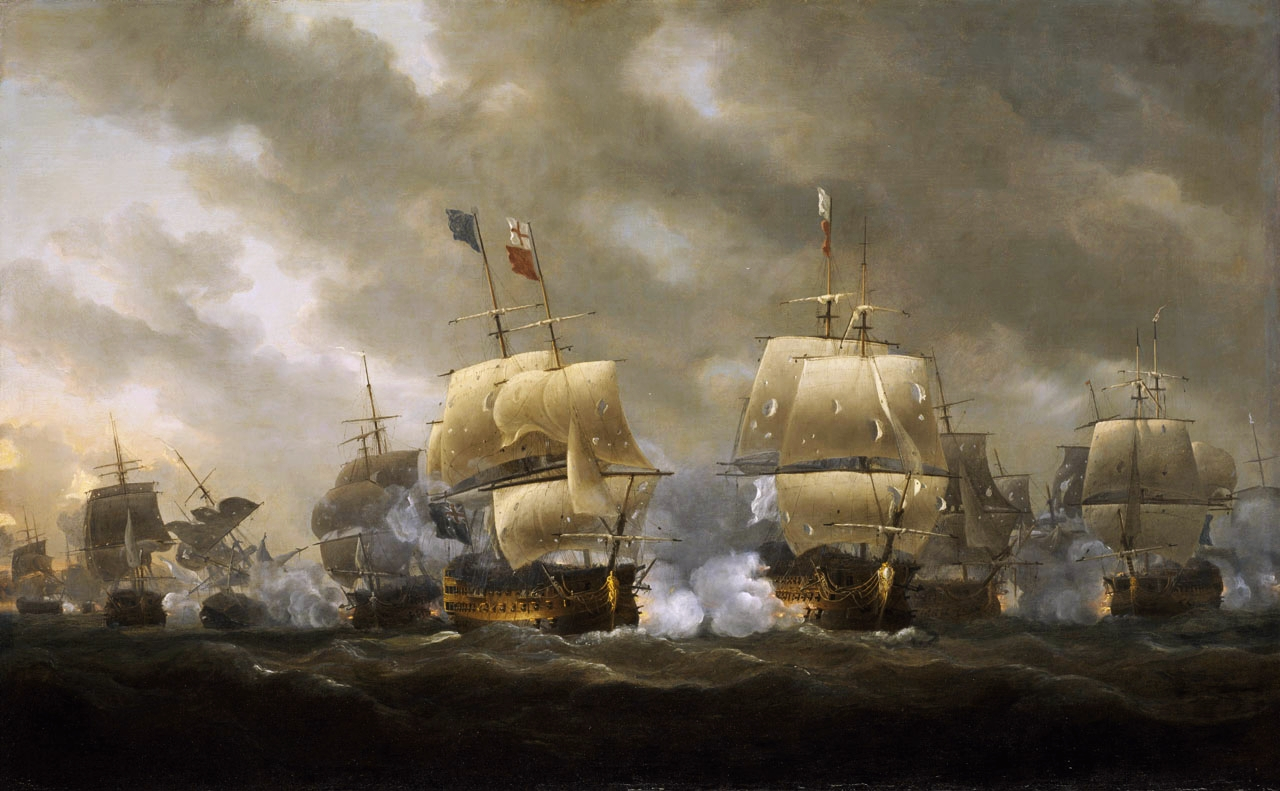
Batalia de la Quiberon Bay

Francezii au planificat să invadeze insulele britanice acumulând trupe lângă gura de vărsare Loire și concentrându-le în flotele Brest și Toulon. 
În august flota mediteraneeană a lui Jean-Francois de la Clue-Sabran a fost învinsă de flota britanică masivă condusă de Eduard Boscawen în Bătălia de la Lagos. În Bătălia de la Quiberon Bay de pe 20 noiembrie, flota britanică condusă de amiralul Eduard Hawke compusă din 23 de corăbii a capturat flota franceză Brest compusă din 21 de vase comandată de mareșalul de Conflans. 

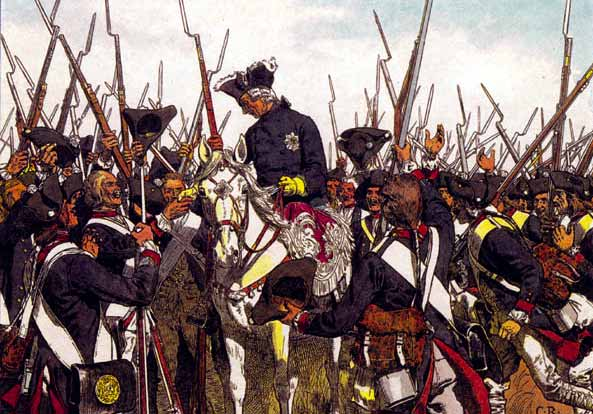
Frederic la Liegnitz

1760 s-a dovedit a fi și mai dezastruos pentru prusaci. Generalul prusac Fouque a fost învins de austrieci în Bătălia de la Landshut. Francezii au capturat Marburg, și partea suedeză a Brandenburgului-Pomerania prusacă. Hanovrienii au obținut victorii asupra francezilor în Bătălia de la Warburg, continuând cu succes să prevină întărirea trupelor austriece de către francezi împotriva Prusiei în est. Austriecii comandați de generalul Laudon au capturat Glatz în Silezia. În Bătălia de la Liegnitz însă, Frederic a obținut o victorie în ciuda superiorității numerice austriece. Rușii comandați de generalul Saltîkov și austriecii conduși de generalul Lacy au ocupat Berlinul în octombrie, însă nu l-au putut menține sub control pentru mult timp. La sfârșitul anului, Frederic a obținut o victorie împotriva lui Daun în Bătălia de la Torgau, dar suferind pierderi mari. 

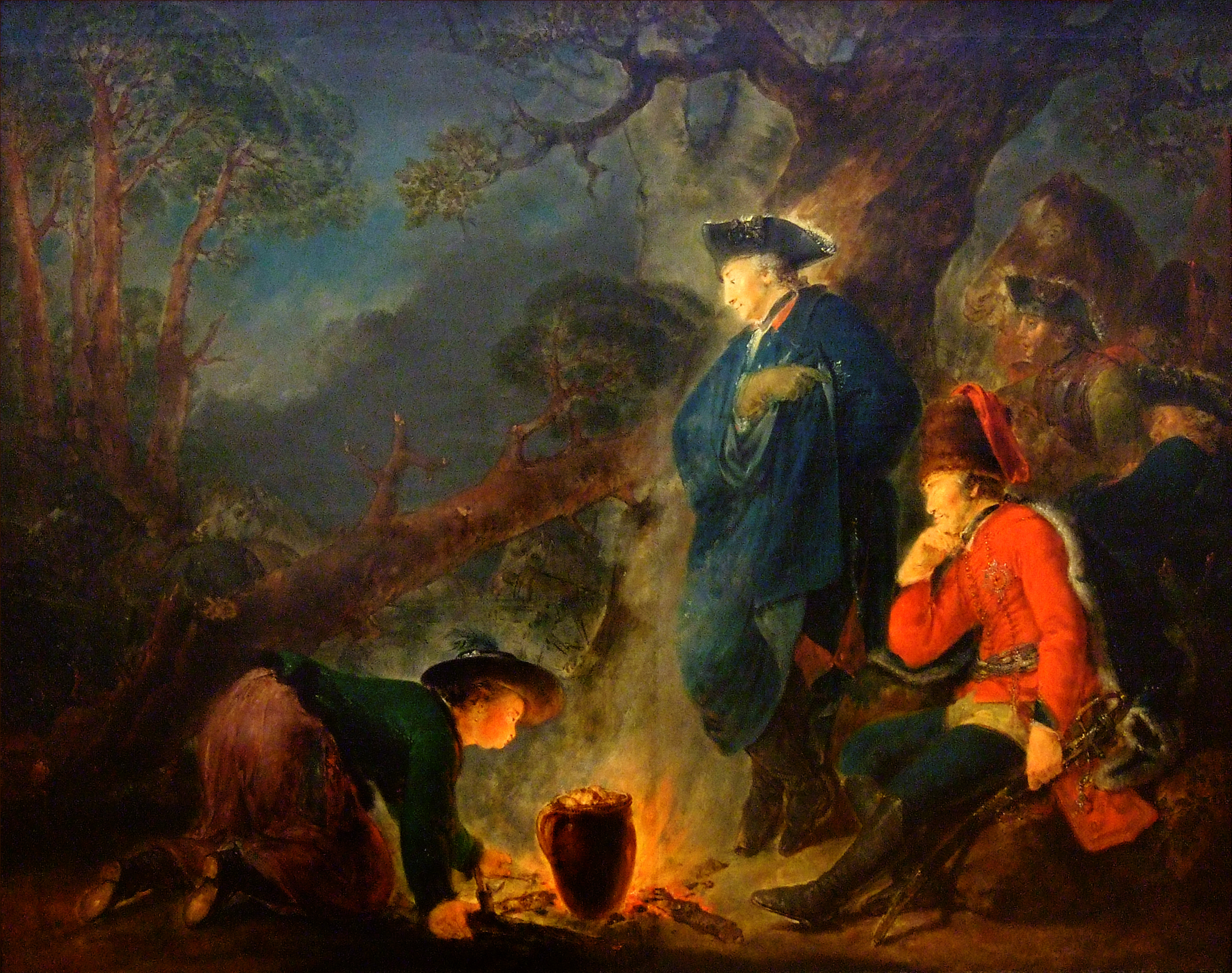
Frederic înainte de Bătălia de la Torgau

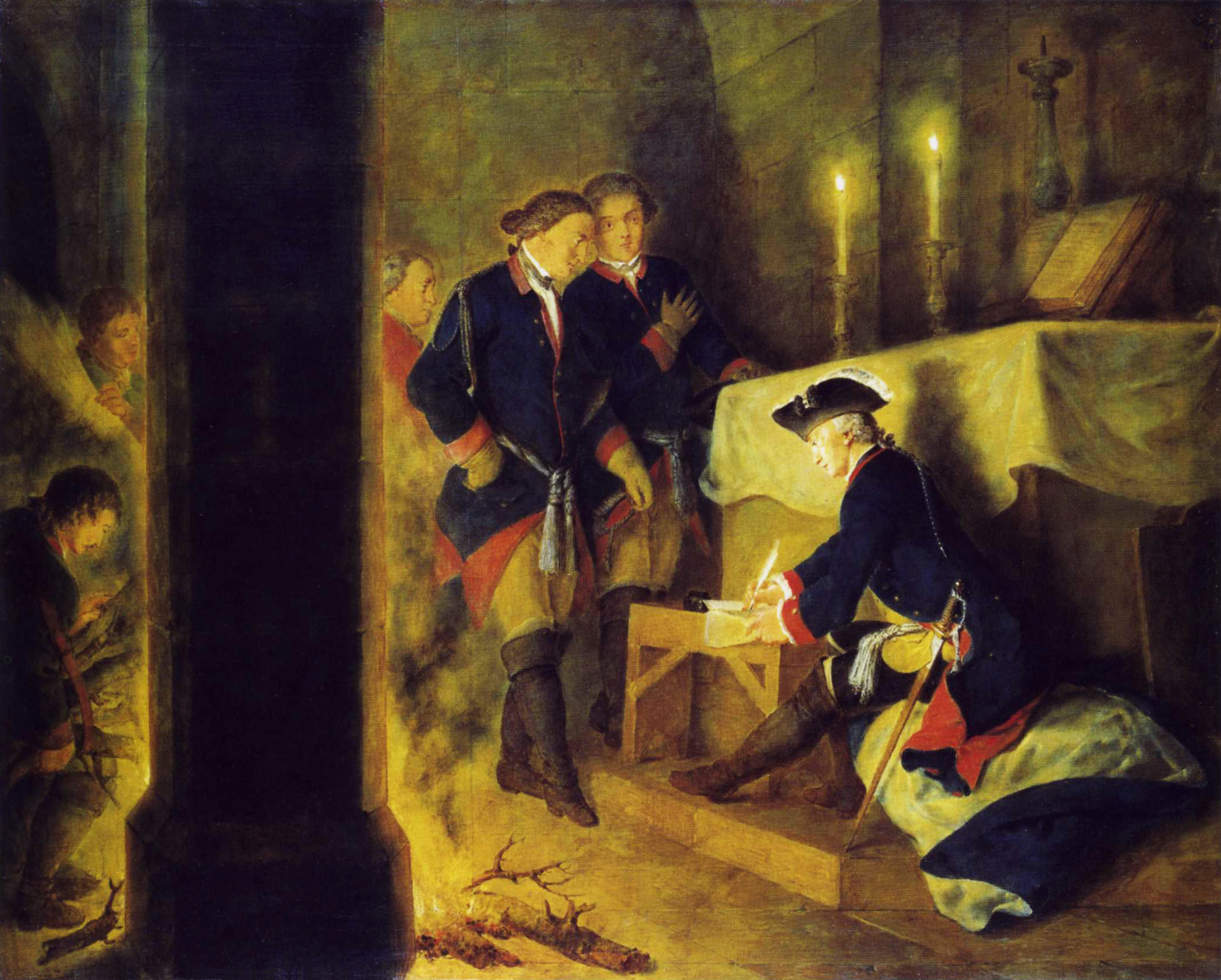
Frederic după Bătălia de la Torgau

#### 1761-1762

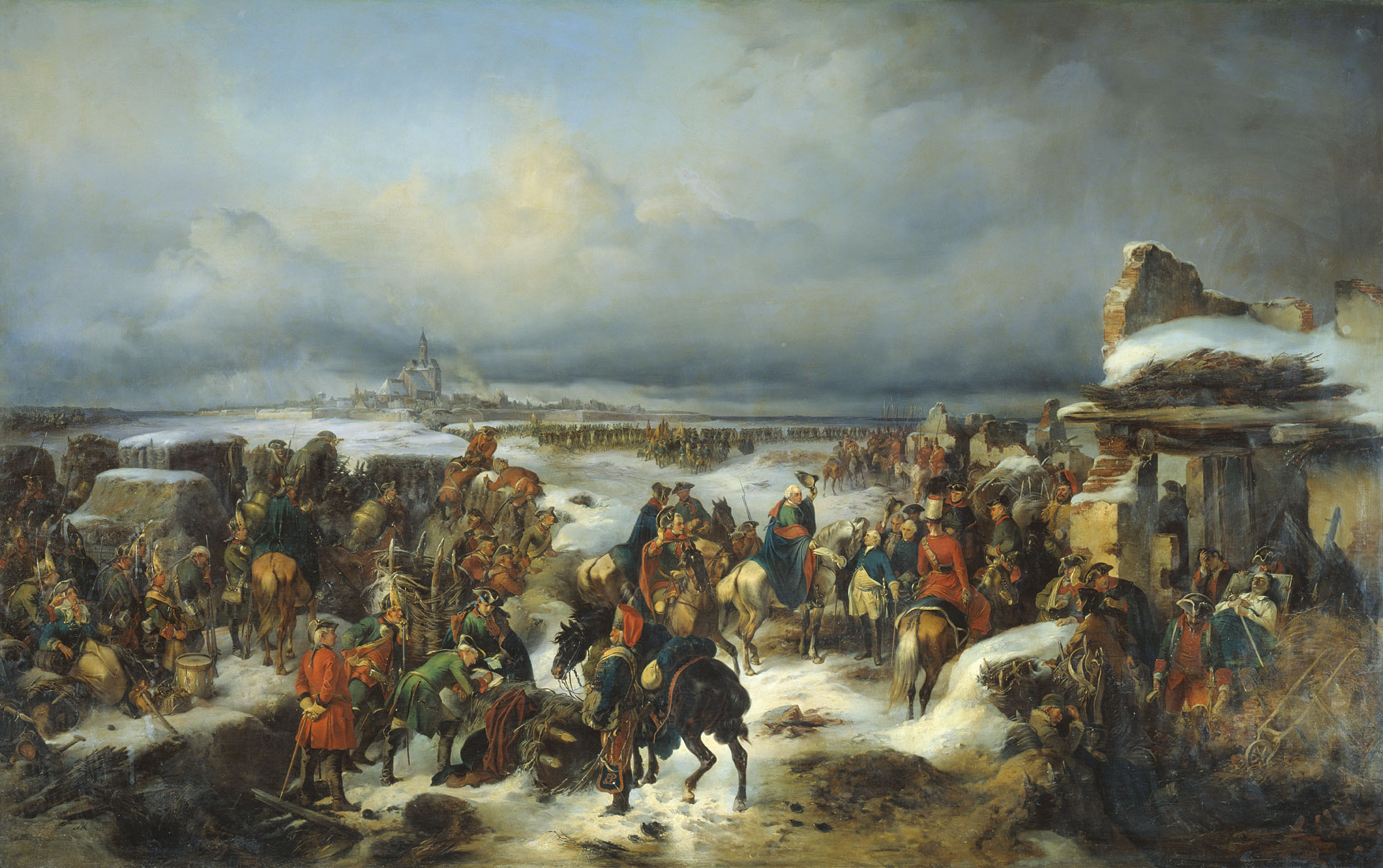
Asediul Kolberg in 1761

Prusia a reînceput campania doar cu 100 000 de soldați disponibili, mulți dintre ei fiind noi recruți. În 1762, două noi țări au intrat în război. Marea Britanie i-a declarat război Spaniei la 4 ianuarie 1762, iar Spania a reacționat, declarând război Marii Britanii la 18 ianuarie. Portugalia a intrat și ea în război alături de Marea Britanie 
Spania, sprijinită de francezi, a invadat Portugalia, ocupând Almeida. Sosirea întăririlor britanice au stagnat datorită avansului spaniol, și în Bătălia de la Valencia de Alcántara, forțele britanico-portugheze au fost copleșite de spanioli datorită importanței lor baze de aprovizionare. Invadatorii au fost opriți în față Abrantes. Armata anglo-portugheză a dus războiul prin lupte de gherilă și practicarea tacticii pământului pârjolit, urmărind armata franco-spaniolă, întorcându-se înapoi în Spania, recuperând orașele pierdute, printre care și sediul spaniol al Castelului Branco ocupat de bolnavi și răniți. 

În februarie 1761 , ducele Ferdinand de Brunswick a surprins trupele franceze la Langensalza, și apoi a avansat în a asedia Cassel în luna martie. El a fost forțat să ridice asediul și să se retragă după ce forțele franceze s-au regrupat și au capturat câteva mii dintre oamenii lui în Bătălia de la Grünberg. În Bătălia de la Villinghausen, forțele comandate de Prințul Ferdinand de Brunswick au învins o armata franceză 92.000 de soldați. Rușii sub Zakhar Chernyshev și Piotr Rumeantev au luat cu asalt Kolberg în Pomerania, în timp ce austriecii au capturat Schweidnitz. Pierderea Kolberg costa Prusia ultimul port de la Marea Baltică. În Marea Britanie, se specula că un colaps prusac total era acum iminent. 
Marea Britanie a amenințat că își va retrage subvențiile dacă Prusia nu ia în considerare posibilitatea de a face concesii pentru a asigura pacea. Armatele prusace au fost diminuate la 60.000 de oameni, supraviețuirea lui Frederick fiind grav amenințată. Apoi, pe 5 ianuarie 1762 , împărăteasa Rusiei, Elisabeta, a murit. Succesorul ei rusofil, Petru al III-lea, a încheiat Tratatul de la Sankt Petersburg cu prusacii și a mediat armistițiul lui Frederick cu Suedia. Această turnură a evenimentelor a devenit cunoscută ca Minunea Casei de Brandenburg. În cele din urmă, Frederick a fost capabil de-ai respinge pe austrieci din Silezia în Bătălia de la Freiberg (29 octombrie 1762), în timp ce aliații săi Brunswick au capturat orașul cheie Göttingen și Cassel. 
Lunga blocadă năvală britanică a porturilor franceze a slăbit moralul populației franceze. Moralul a scăzut și mai mult când vestea înfrângerii de la Bătălia de la Signal Hill, în Newfoundland, a ajuns la Paris. 

#### 1763

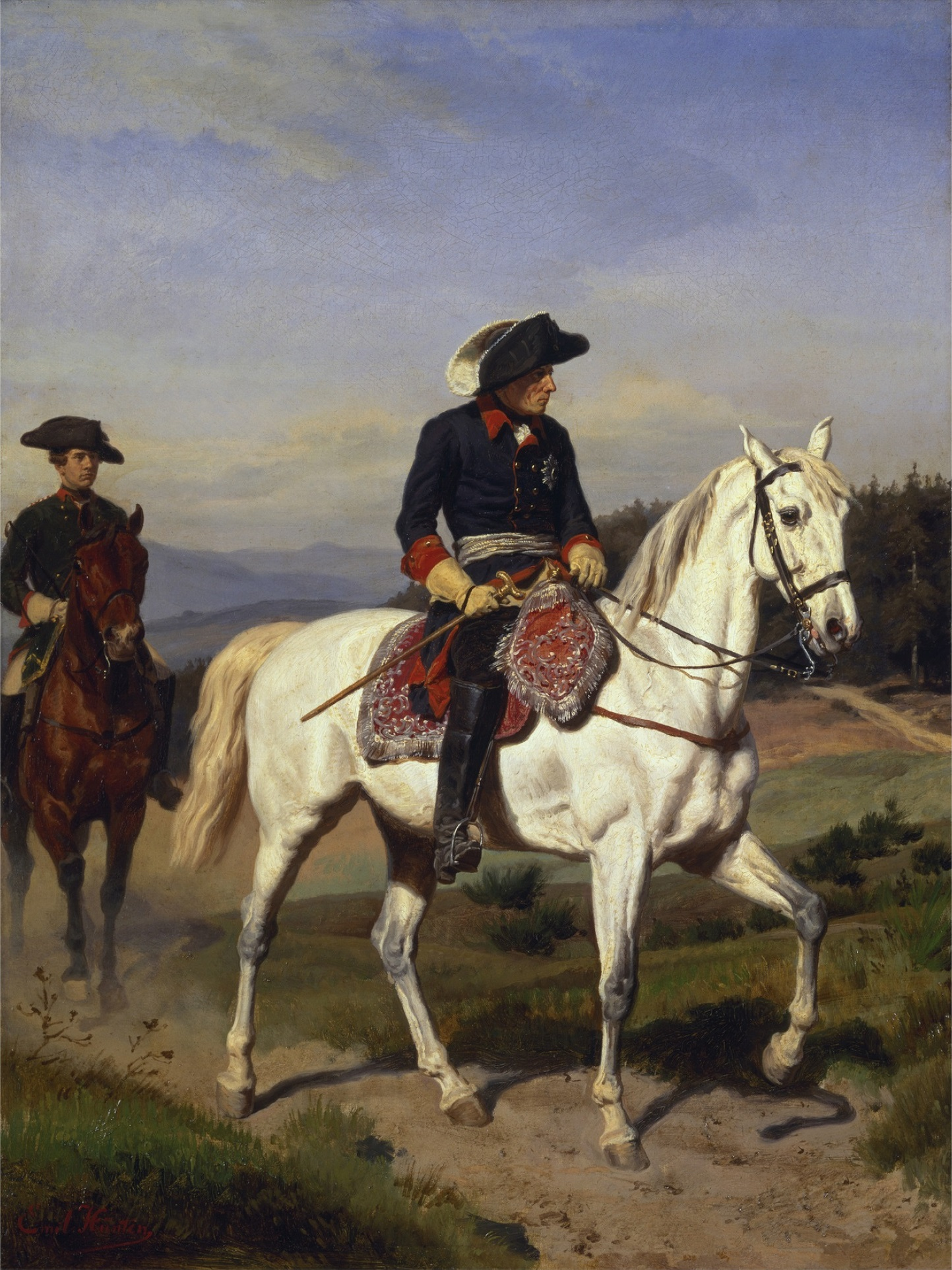

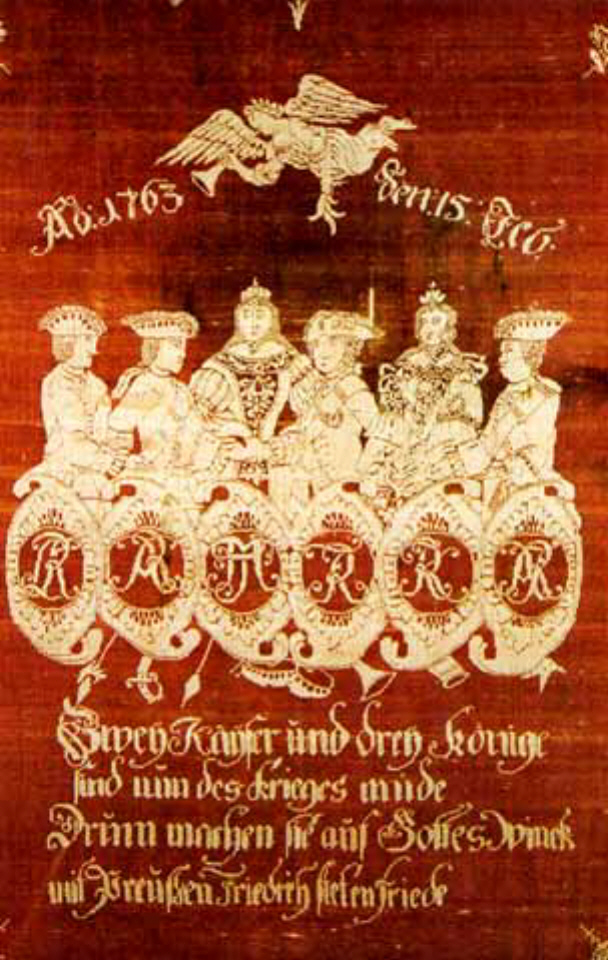
Tratatul de la Hubertusburg

Prin 1763, războiul din Europa Centrală a devenit, în esență, un impas. Frederic a reobținut cea mai mare parte a Sileziei și Saxoniei (fără Dresda) și situația sa financiară nu era cumplită, dar imperiul său era devastat și armata sa grav slăbită. Forța de muncă a scăzut dramatic și a pierdut un număr foarte mare de ofițeri și generali eficienți. Era sigur că Prusia nu avea să mai reziste unei noi ofensive austriece . Subvențiile britanice au fost retrase de către noul prim-ministru Lord Bute, și împăratul rus a fost înlăturat de către soția sa, Ecaterina cea Mare, care și-a oferit sprijinul rusesc către Austria. Au fost lansate noi atacuri asupra Prusiei . 
Austria, cu toate acestea, la fel că majoritatea participanților, se confrunta cu o criză financiară gravă și a trebuit să micșoreze dimensiunea armatei sale, ceea ce a afectat foarte mult puterea ofensivă. După susținerea unui război lung, administrația sa era dezordonată. 
Confruntările s-au desfășurat la Dresda, în părțile sud-estice ale Saxoniei, în regiunea Glatz și în sudul Sileziei. Însă fără sprijinul Rusiei ce nu a mai fost acordat, perspectiva victoriei era mică. 
În 1763, s-a încheiat acordul de pace în cadrul Tratatului de la Hubertusburg ce punea capăt războiului în Europa Centrală. 

### India: Al Treilea Război Carnatic

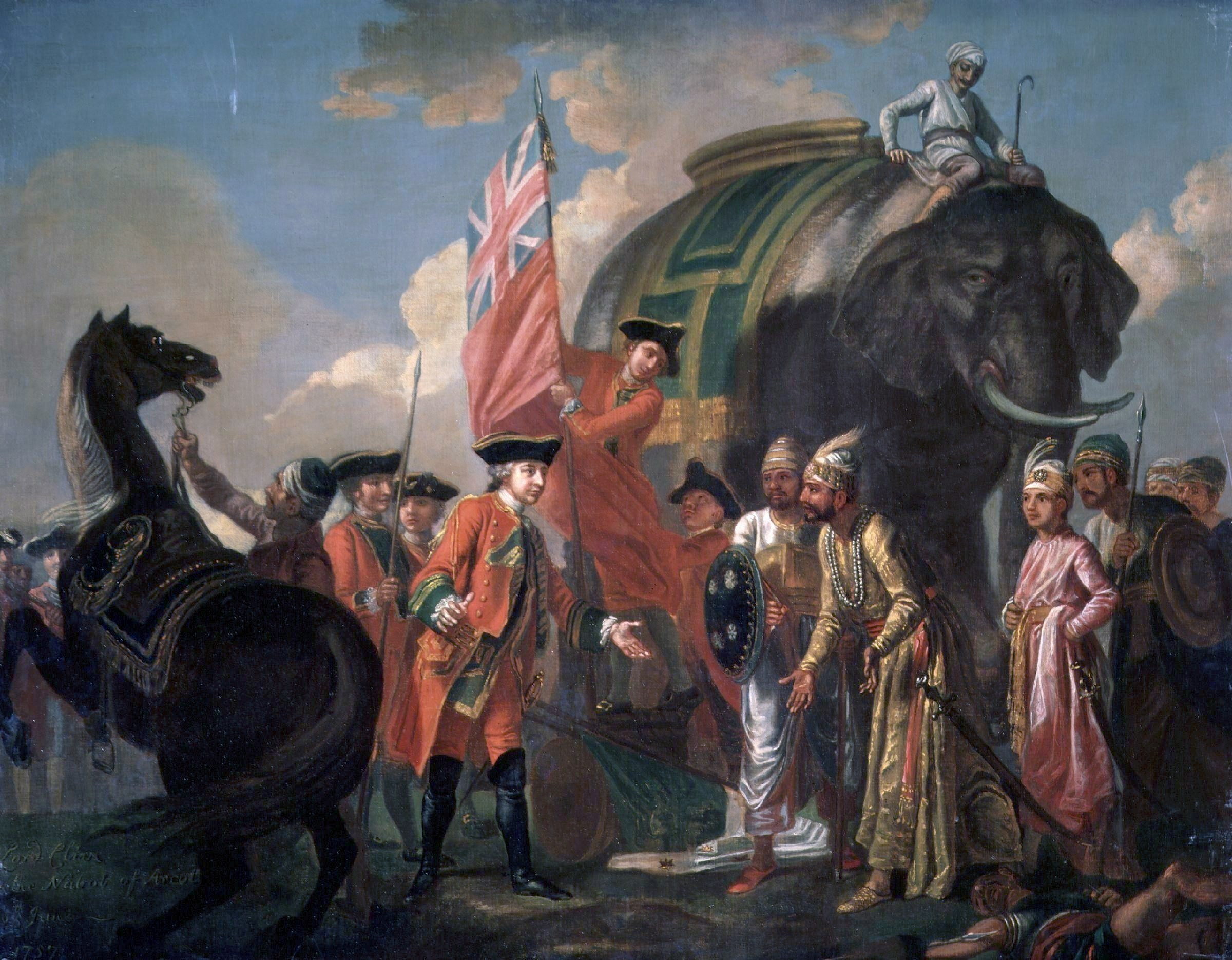
Bătălia de la Plassey

În India, companiile de comerț ce aparțineau Franței și Marii Britanii se înfruntau pentru influență. Războiul s-a extins în sudul Indiei spre Bengal, unde forțele britanice comandate de Robert Clive au recapturat Calcutta de la Navaw Siraj ud-Daulah, aliatul francez, și l-au detronat după bătălia de la Plassey în 1757. În același an, britanicii au capturat orașul francez din Bengal, Chandernagar.
Războiul a fost decis în sud. Francezii au capturat Cuddalore, însă asediul lor asupra Madrasului a eșuat, în timp ce comandantul britanic Sir Eyre Coote i-a învins decisiv pe francezii conduși de Comte de Lally în Bătălia de la Wandiwash în 1760, traversând teritoriul francez din nordul Circars. Capitala franceză Pondichery a căzut în mâinile britanicilor în 1761. Ultimele așezări franceze din Karikal și Mahe au fost și ele capturate, eliminând definitiv și efectiv puterea franceză din India ce mai deținea doar Chandannagar. 
Între 1766-1767, britanicii cuceresc Bengalul și Andhra.

### America de Nord: Războiul Franco-Indian

#### Cauze

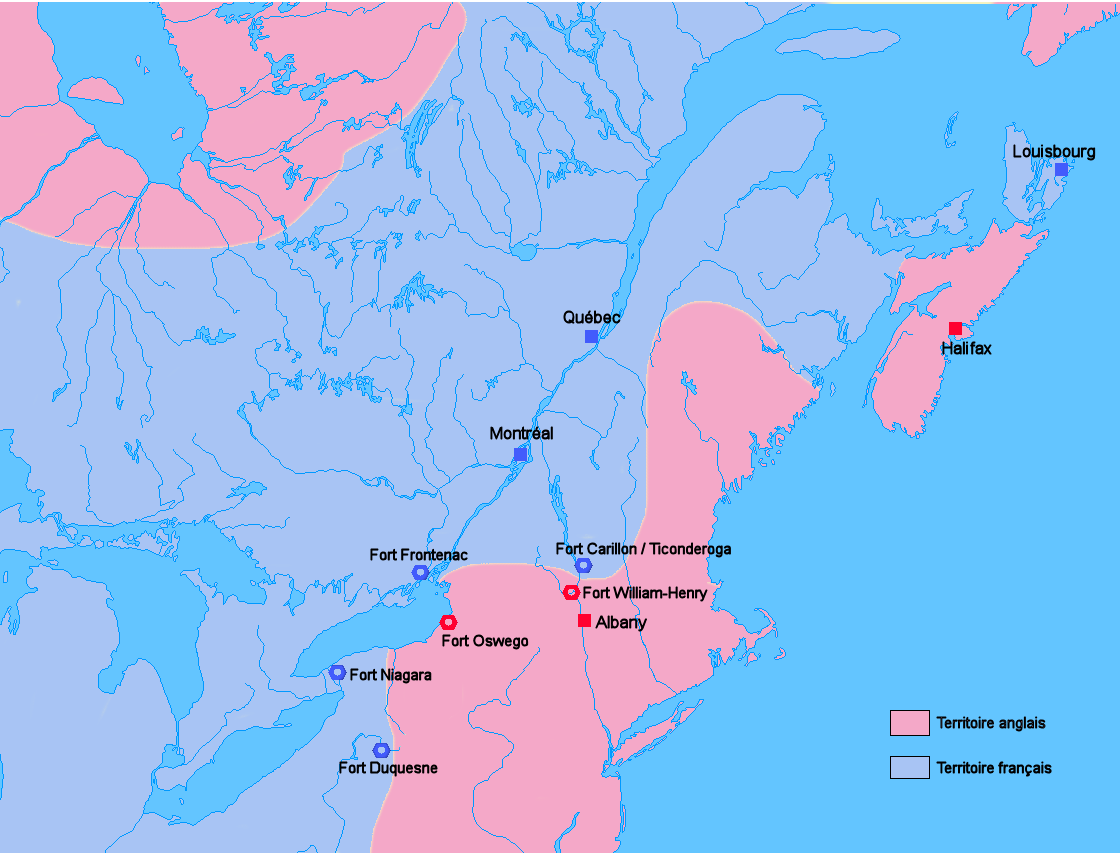

În iunie 1747, influența comercianților britanici s-a extins. De aceea, guvernatorul Noii Franțe i-a ordonat lui Pierre-Joseph Celeron să conducă o expediție militară în zonă. Obiectivul său era acela de a atrage indigenii în tabăra franceză pentru a avea suficientă forță în a se opune sferei britanice. 
Celeron, în expediția sa, a fost însoțit de 200 de soldați și 30 de indigeni. Expediția sa a acoperit 4800 de km în intervalul iunie-noiembrie 1749. A traversat fluviul Sfântului Laurențiu și a continuat traseul de-a lungul malului nordic al lacului Ontario, trecând de la Portage la Niagara, și urmând malul sudic al lacului Erie. La Chautauga Portage, expediția s-a îndreptat spre râul Allegheny.Ori de câte ori întâlnea pe drum comercianți britanici de blănuri, Celeron îi informa de revendicările francezilor și le ordona să plece. Când Celeron a sosit la Logstown, amerindienii din zonă au susținut că vor să dețină teritoriile din Ohio și că vor comercializa în continuare cu britanicii. Celeron și-a continuat expediția până când a ajuns în satul Pickawillany, unde s-a întâlnit cu căpetenia tribală. Celeron l-a amenințat pe acesta că vor urmă consecințe grave dacă indienii vor conține comerțul cu britanicii. Dar căpetenia a ignorat avertismentul, iar Celeron a revenit la Montreal în noiembrie 1749.
Guvernatorul britanic a oferit terenuri indienilor pentru a dezvolta comerțul și chiar a construit o fortăreața pentru a le asigura protecția. În 1750, Christopher Gist a acționat în numele Companiei Ohio din Virginia pentru a purta negocierile cu triburile de indieni la Logstown, încheind tratatul cu aceștia în 1752, la care au participat căpetenia Tanacharison și un reprezentant al Irochezilor, prin care indienilor li se păstra dreptul de vânătoare pe Valea Ohio. 
În cursul anului, noul guvernator al Noii Franțe, marchizul Duquesne, a trimis o nouă expediție în Ohio sub comanda ofițerului Charles Michel de Langlade, însoțit de 300 de soldați francezi-canadieni și războinici din Ottawa. Obiectivul lor era pedepsirea băștinașilor din Pickawillany pentru că nu au respectat ordinele lui Celeron în a înceta comerțul cu britanicii. La 21 iunie, francezii au atacat centrul comercial, capturând trei comercianți și ucigând 14 indigeni, inclusiv pe căpetenia acestora. 
În primăvară 1753, Paul Marin de la Malgue a primit comanda a 2000 de soldați și a primit ordin de a proteja teritoriul britanic din Valea Ohio. Marin a urmat traseul lui Celeron, construind fortărețe, ca Fort Presque Isle pe malul lacului Erie și Fortul Le Beouf pentru a proteja izvoarele LeBoeuf Creek. A capturat comercianți britanici. Acest act i-a alarmat britanicii și pe irochezi și astfel, Tanagrisson, căpetenia Mingo, a mobilizat trupe și le-a dus până la fortul La Boeuf, amenințându-i pe francezi. 
Irochezii au trimis delegați la conacul lui William Johnson din nordul statului New York, un inspector britanic pentru afacerile indigenilor, fiind chiar un membru de onoare al irochezilor. Acesta s-a întâlnit cu guvernatorul Clinton și cu ceilalți oficiali din coloniile americane la Albany. Căpetenia Hendrick Theyanoguin, președintele consiliului tribal Mohawk, a insistat ca britanicii să respecte obligațiile și să blocheze extinderea franceză, amenințând cu ruperea relației de prietenie dintre Confederația Irocheză și Coroana Britanică. 
Guvernatorul Robert Dinwiddie din Virginia, investitor al companiei Ohio, a susținut că pierde profit dacă francezii își continuă acțiunile militare. Pentru a contracara prezența militară franceză în Ohio, în octombrie 1753, Dinwiddie l-a desemnat pe maiorul în vârstă de 21 de ani, George Washington din regimentul Virginia. Pentru a-i determina pe francezi să părăsească Virginia, Washington a plecat cu un corp mic spre Fort Le Boeuf. 
Au ajuns apoi la Williamsburg pe 16 ianuarie 1754, în care Washington declara că francezii au măturat sudul, fortificând zona cu intenția de a întări confluența râurilor Allegheny și Monongahela și raportând că francezii cunosc bine zona Ohio. 
.
Chiar înainte de întoarcerea sa, Dinwiddie a trimis un corp de 40 de oameni sub comanda lui William Trent pentru a începe construirea unui fort. Guvernatorul Duquesne și-a suplimentat forțele franceze sub comanda lui Claude-Pierre Pecaudy de Contrecoeur, care s-a dus cu 500 de soldați la sud de Fort Venango în aprilie 1754. Când forțele au ajuns la 16 aprilie, Contecoeur i-a permis lui Trent să se retragă și a continuat construirea Fortului Duquesne. 

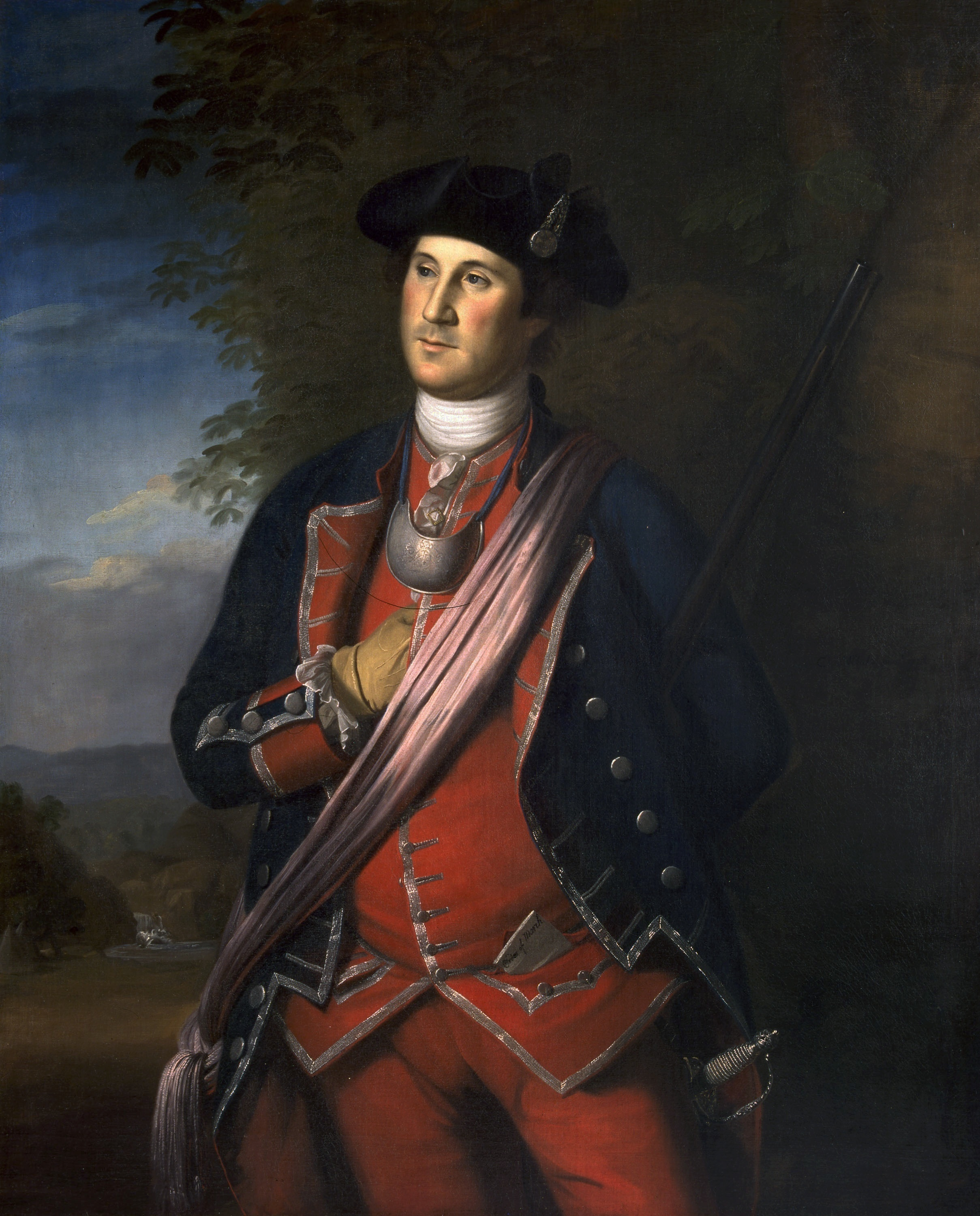
Washington in 1772

După ce Washington a revenit la Williamsburg, Dinwiddie a ordonat suplimentarea forțelor lui Trent pentru a termina lucrarea sa. Tanaghrisson promitea sprijin britanicilor, iar Washington continua să avanseze spre Fort Duquesne, întâlnindu-se cu căpetenia Mingo. 
Pe 28 mai, cu forțele lui Tanaghrisson, Washington i-a surprins pe francezi în Bătălia de la Jumonville Glen, ucigându-l chiar pe comandantul francez, deschizând astfel ostilitățile anglo-franceze în valea Ohio.
După bătălie, Washington s-a retras, stabilindu-se la Fort Necessity. La 3 iulie, francezii, însoțiți de războinici Shawnee, Delaware și Mingo l-au atacat și l-au forțat pe Washington să se predea, negociind o retragere. 
În anul următor, guvernul ducelui Newcastle a decis să trimită o expediție militară în America de Nord, alegându-l drept comandant pe maiorul general Edward Braddock. Ca răspuns, regele francez Ludovic al XV-lea a trimis șase regimente către Nouă Franța sub comanda baronului Dieskau în 1755. Britanicii, intenționând să blocheze porturile franceze , în februarie 1755, flota franceză naviga deja. Amiralul Edward Hawke a comandant o escadrilă rapidă în zona pentru a-i intercepta pe francezi. 
La 8 iunie, Edward Boscawen a ordonat tragerea în corabia franceză Alcide, capturând-o cu încă două corăbii. Britanicii au hărțuit transportul maritim francez, sechestrând corăbiile și capturându-i pe marinari. În primăvară anului 1756, Marea Britanie și Franța și-au declarat război oficial. 

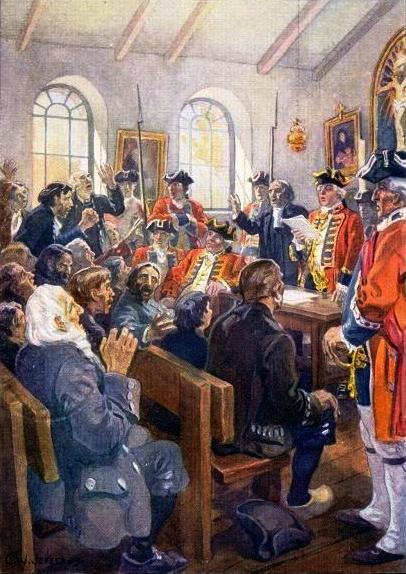
Ordinul de deportare a acadienilor

#### 1755:Campaniile britanice
Britanicii au planificat operațiuni agresive pentru anul 1755. Generalul Braddock a condus o expediție împotriva fortului Duquesne în timp ce guvernatorul provincial al Massachusetts, William Shirley, a primit ordinul de fortificare a fortăreței Osego și a atacat fortul Niagara. Sir William Johnson a capturat fortul Sf. Frederic, iar locotenentul-colonel Robert Manckton a capturat fortul Breausejour din est, la frontierea dintre Nova Scoția și Acadia. 
Braddock, cu George Washington drept consilier, a condus un corp 1500 de militari și miliții provinciale într-o expediție din iunie pentru a captura Fort Duquesne. Expediția s-a dovedit a fi dezastruoasă, acesta fiind atacat de soldați francezi și de indienii ce i-au pregătit o ambuscadă. Braddock a ordonat retragerea, dar a fost ucis. Aproximativ 1000 de soldați britanici au fost uciși sau răniți. Cei 500 de soldați rămași s-au retras în Virginia sub comanda lui Washington și Thomas Gage. 

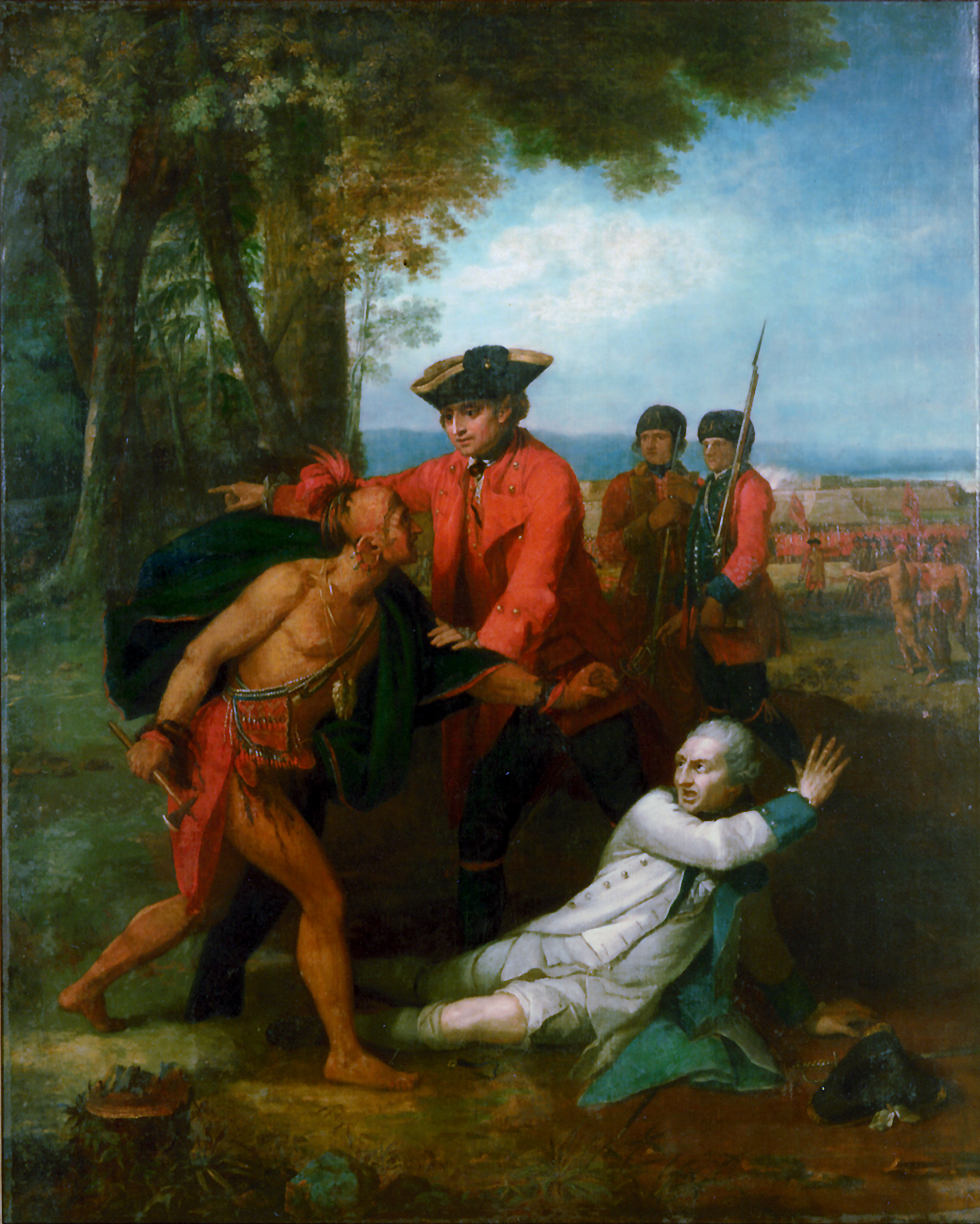
Johnson il salveaza pe Dieskau

Francezii au obținut planurile de război ale britanicilor, inclusiv cele ale activităților lui Shirley și Johnson. Eforturile lui Shirley de a fortifica Oswego au fost împotmolite de dificultățile logistice, exacerbate de lipsa de experiență a lui Shirley în gestionarea expedițiilor mari. Când era clar că nu mai era timp pentru o expediție împotriva fortului Ontario, Shirley a întărit garnizoanele la Oswego, Fort Bull și la Fort Williams. 
Expediția lui Johnson a fost mai bine organizată, fiind preocupat de alimentarea forturilor de pe Ohio, determinându-l pe baronul Dieskau să conducă apărarea Frontenacului împotriva atacului. Când Johnson a văzut amenințarea, Vaudreuil l-a trimis pe Dieskau la fortul Sf. Frederic pentru a preveni amenințarea. Dieskau a planificat atacarea taberei britanice de la Fort Edward în capătul de sus al râului Hudson, dar Johnson l-a fortificat puternic, iar sprijinul indian a lui Dieskau a fost reticent în a atacă. Cele două forțe s-au întâlnit în Bătălia de la Lacul George. Bătălia s-a dovedit a nu fi decisivă, ambele părți retrăgându-se. Johnson a avansat, ajungând la fortul William Henry, iar francezii s-au retras la Ticonderoga Point, unde au început construcția fortului Carillon. Hendrick Theyanoguin a fost ucis, iar Dieskay a fost capturat de britanici. 
Colonelul Monckton a avut succes în capturarea fortului Beausejour. Pentru a reduce livrările vitale de arme pentru Louisburg, guvernatorul Charles Lawrence al Noii Scoții a ordonat deportarea populației franceze din zona. Forțele lui Monckton au alungați și expulzat mii de acadieni. S-au mai produs ciocniri în la Petitcodiac și la Bloody Creek, în apropiere de Annapolis Royal. 

#### 1756-1757: Victorii franceze

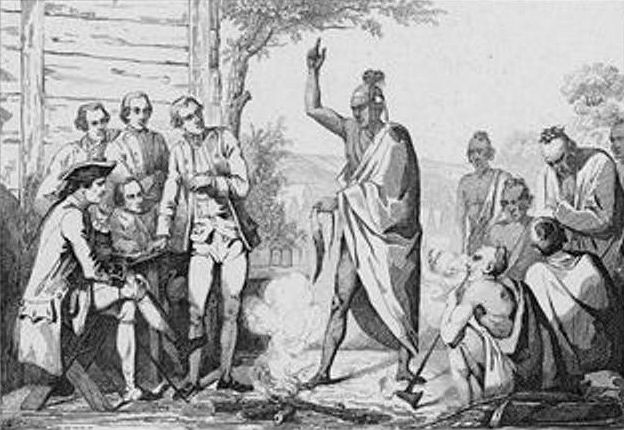
Conferința dintre francezi si liderii indieni

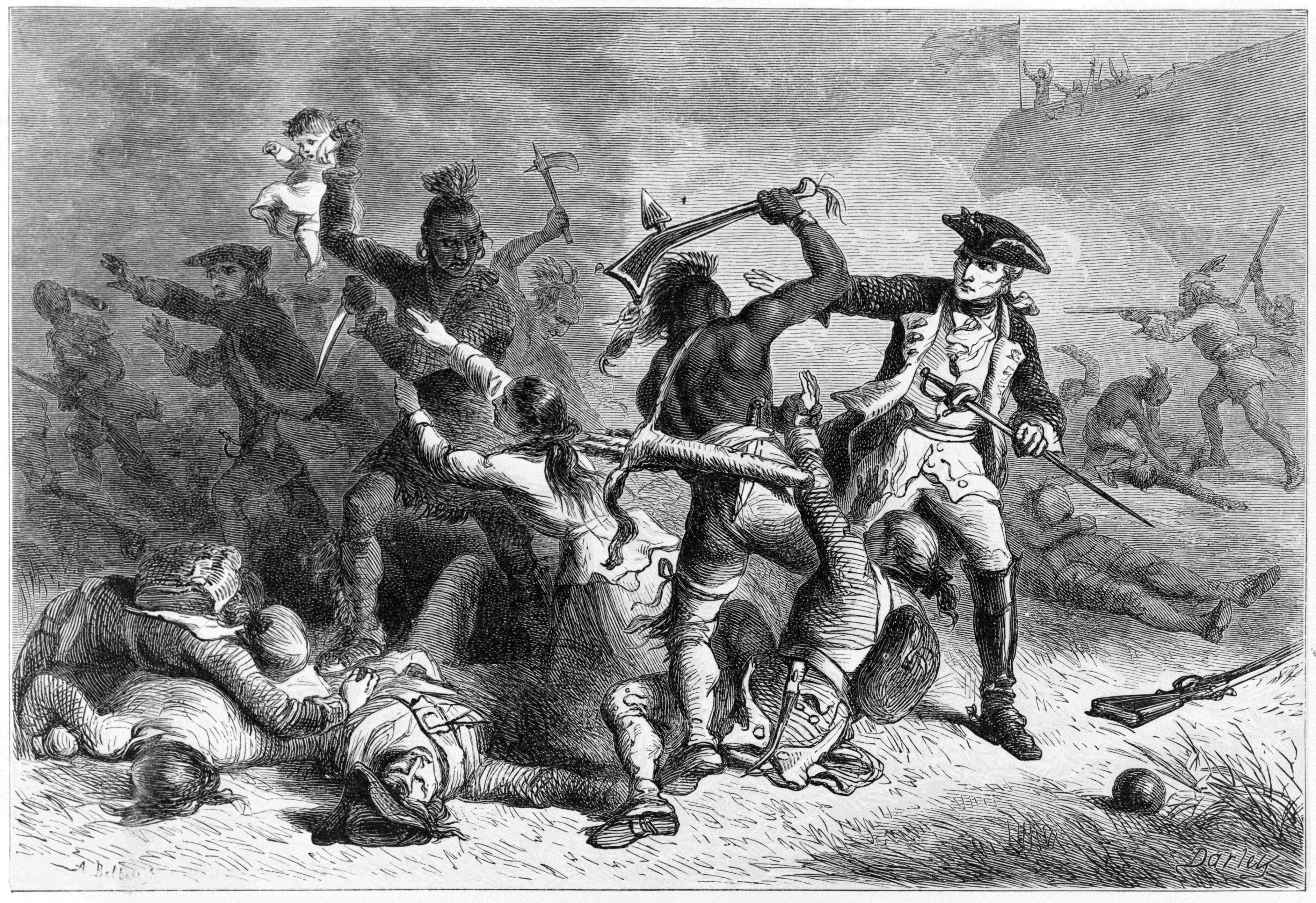
Montcalm încearcă să oprească masacrul

După moartea lui Braddock, William Shirley a preluat comanda forțelor britanice din America de Nord. La o întrunire din Albany în decembrie 1755, și-a expus planurile pentru anul următor. A propus planuri pentru capturarea Niagara, Crown Point și Duquesne, și a propus atacarea fortului Frontenac pe malul de nord a lacului Ontario, precum și o expediție prin Maine și de-a lungul râului Chaudiere pentru atacarea orașului Quebec. Împotmolit de neînțelegeri și dispute și neacceptat de William Johnson și Sir Charles Hardy, planul lui Shirley a avut sprijin redus. 
Newcastle l-a înlocuit în ianuarie 1756 pe lordul Loudon cu generalul maior James Abercrombie. Nici unul dintre aceștia nu avea experiență. În mai au sosit întăririle franceze conduse de generalul maior Louis Joseph de Montcalm, Chevalier de Levis și colonelul Francois-Charles de Bourlamaque, toți veterani ai Războiului de Succesiune Austriac. La 18 mai, Anglia a declarat război Franței, războiul extinzându-se din Europa. 
Guvernatorul Vaudreuil, care își nutrea ambiția de a deveni comandantul suprem francez, a acționat în timpul iernii. Cercetașii au raportat lanțul slăbit de aprovizionare britanic, așa că a ordonat atacarea fortului Shirley. În luna martie, s-a desfășurat Bătălia de la Fort Bull, în care trupele franceze au distrus fortul și cantități mari de bunuri, inclusiv 45 000 kg de praf de pușcă și au hărțuit garnizoană fortului Oswego, deja rămase fără provizii. Forțele franceze au continuat să intrige indienii din întreagă zona, încurajându-i să desfășoare raiduri la frontieră britanică. Astfel, fluxuri de refugiați se duceau spre est pentru a stă cât mai departe de acțiunea războiului. 
Ajuns la Albany, Abercrombie a refuzat să ia măsuri semnificative până când Loudoun le-a aprobat. Montcalm a luat măsuri îndrăznețe, bazându-se pe hărțuirea lui Vaudreuil a garnizoanei de la Oswego, executând strategic mutarea sediului sau la Toconderoga, conducând atacul de succes pe Oswego. 
Deși a căzut de acord cu indienii în privința prăzii deținuților, britanicii i-au împiedicat pe aceștia să obțină obiecte de valoare, fapt care i-a înfuriat pe indieni. 
Loudon, un administrator capabil și precaut, a planificat o operațiune majoră în 1757: un atac asupra capitalei Noii Franțe , Quebec. Lăsând o forță considerabilă la Fort William Henry pentru a distrage atenția lui Montcalm, a început organizarea expediției planificate. A atacat mai întâi Louisburg, însoțit de William Pitt. A fost copleșit de întârzieri, a navigat pe Halifax, ajungând la Nova Scoția la începutul lunii august. Între timp, corăbiile franceze au scăpat de blocada britanică de pe coasta franceză. Confruntați de o forță numerică superioară în fața francezilor, Loudoun a revenit la New York pentru a înștiința că un masacru a avut loc la Fort William Henry. 
Forțele franceze, cercetași din Canada și indieni au hărțuit fortul William Henry , iar în ianuarie, britanicii au fost supuși unei ambuscade în apropiere de Ticonderoga. În februarie au lansat un raid pe lacul înghețat George, distrugând clădirile britanice. La începutul lunii august, Montcalm și cei 7000 de soldați francezi au asediat fortul care a capitulat, iar soldații britanici s-au retras condiționat. Când a început retragerea, unii dintre aliații indieni ai lui Montcalm, înfuriat de dispută în privința prăzii, a atacat coloana britanică, ucigând și capturând sute de bărbați, femei, copii și sclavi. 
Între timp, variola s-a răspândit la populații indiene îndepărtate.

#### 1758-1759: Cucerirea britanică

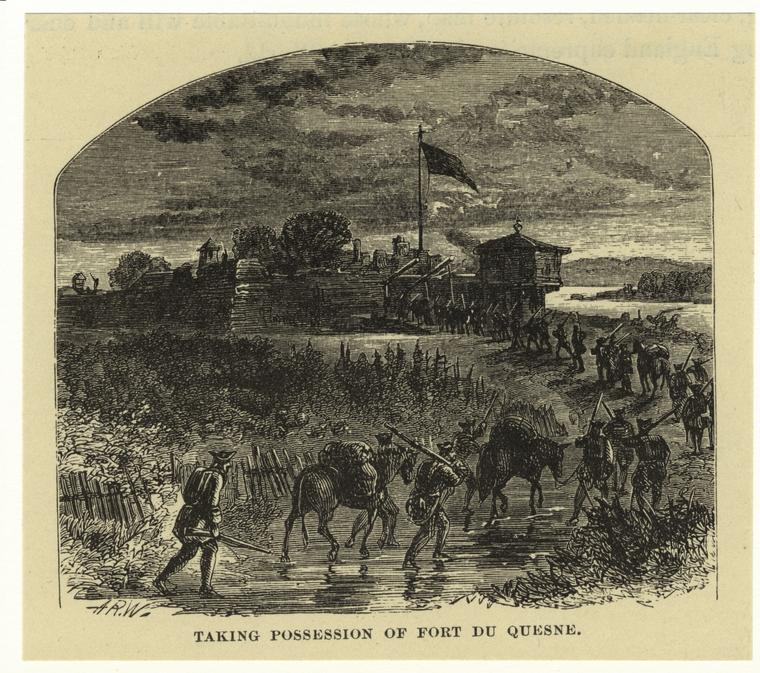
Fort Duquesne

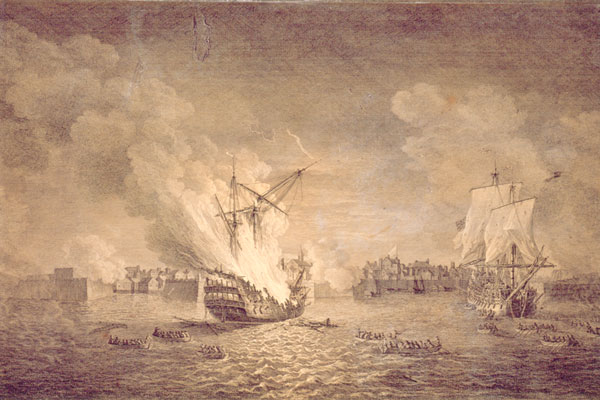
Asediul Louisburg

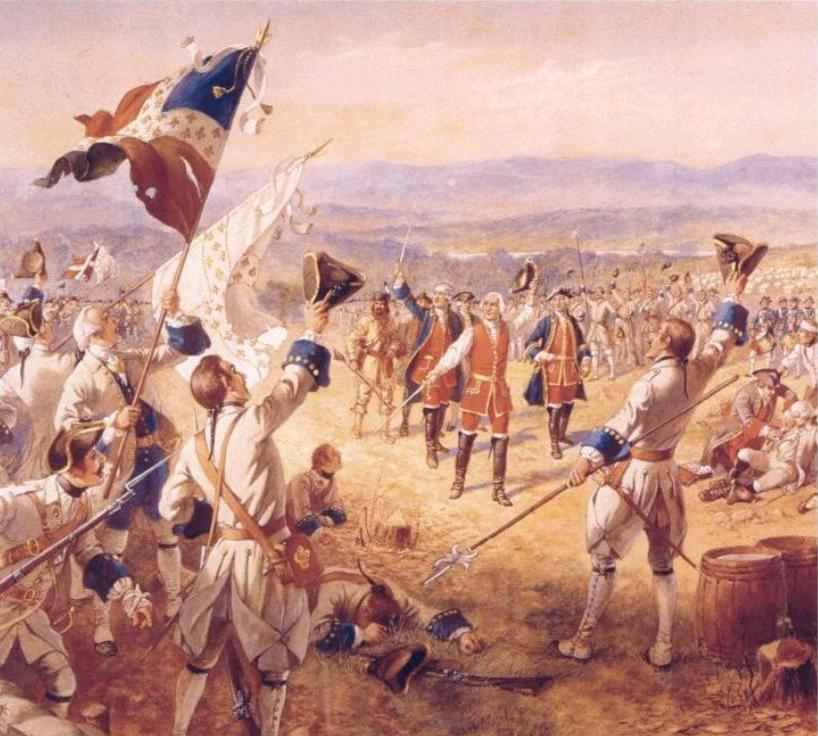
Batalia de la Carillon

Vaudreuil și Montcalm au primit provizii, în timp ce blocada britanică limita transportul maritim francez. Situația Noii Franțe a fost exacerbată de o recolta proastă în urma unei ierni dificile, apărând totodată acuzații de corupție la adresa lui Francis Bigot. Un focar imens de variolă a izbucnit printre triburile indiene din vest. Montcalm și-a concentrat resursele pentru apărarea Sfântului Laurențiu, pentru a apăra Carillon, Quebec și Louisburg, în timp ce Vaudreuil desfășura fără succes raidurile împotriva britanicilor. Eșecurile britanice în America de Nord, combinate cu eșecurile de pe continentul european, au dus la căderea guvernului Newcastle și a ducelui de Cumberland. Newcastle și Pitt au constituit o coaliție incomodă în care Pitt domină planificarea militară. A făcut planuri pentru campania din 1758. L-a înlocuit pe Abercrombie din funcția de comandant suprem după eșecurile din anul precedent. A cerut trei acțiuni ofensive majore ce implică un număr mare de trupe regulate, susținute de milițiile provinciale, care vizau capturarea Noii Franțe. Două dintre aceste expediții au avut succes, Fort Duquesne și Louisburg fiind capturate de forțele britanice. 

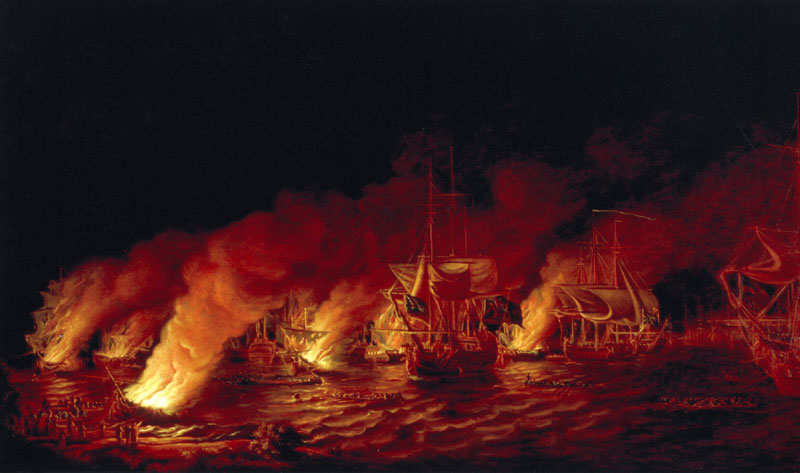
Infrangerea flotei franceze inainte de Quebec

Expediția lui Forbes a fost o campanie britanică organizată în octombrie 1758, cu 6000 de soldați conduși de generalul John Forbes care a respins francezii din teritoriul disputat al Ohio. După ce avansul britanic către fortul Duquesne a fost respins pe 14 septembrie, francezii s-au retras din acest fort, lăsându-i pe britanici să controleze Valea Râului Ohio. Marea fortăreața franceză de la Louisburg din Nova Scoția a fost capturată ulterior. 
A treia invazie a fost oprită de o victorie improbabilă franceză în Bătălia de la Carillon, în care 3600 de soldați francezi au învins forțele lui Abercombie de 18 000 de soldați și miliții, precum și aliați indieni în afara fortului denumit "Carillon" de francezi și "Ticonderoga" denumit de britanici. Abercombie s-a salvat de pe urma dezastrului după ce l-a trimis pe John Bradstreet într-o expediție de succes în care a distrus fortul Frontenac și a furat proviziile destinate forturilor vestice ale Noii Franțe și blănurile destinate Europei. Abercrombie a fost rechemat și înlocuit de Jeffery Amherst, victorios la Louisburg. 
Noul ministru de externe francez, ducele de Choiseul, a decis invadarea Britaniei, pentru a retrage armata britanică din America de Nord și pentru ca francezii să câștige în apropiere de casă. Invazia a eșuat, iar Pitt a planificat noi operațiuni împotriva Noii Franțe, și a trimis fonduri către Prusia, aliatul britanic. Flota franceză a eșuat în 1759 în bătăliile de la Lagos și Quiberon Bay. Dar corăbiile franceze de aprovizionare au reușit să respingă blocada britanică de pe coasta franceză. 

#### 1759-1763

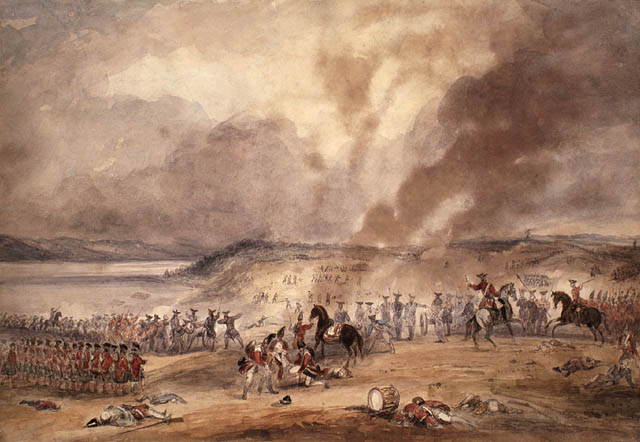
Bătălia de la Sainte-Foy

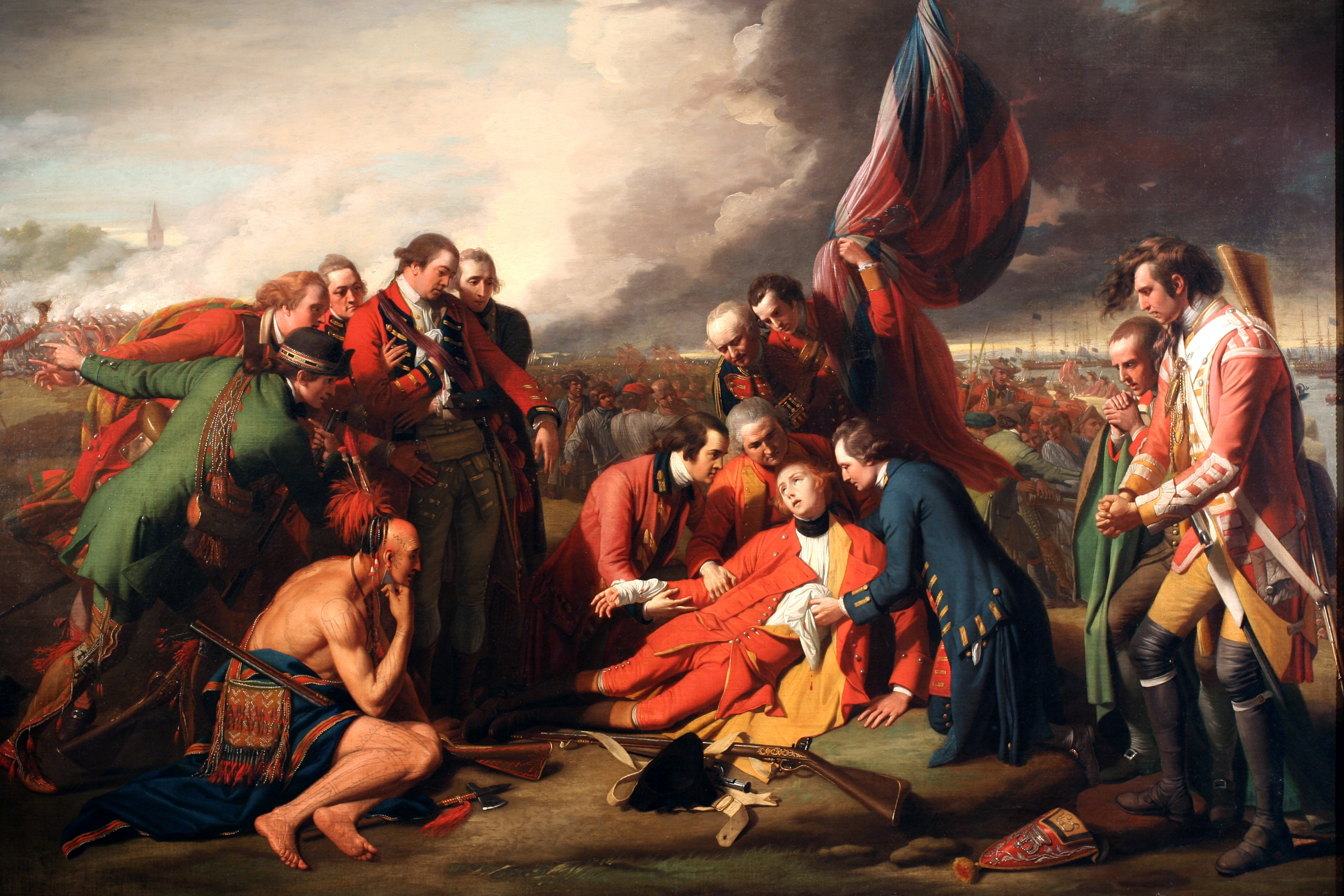
Bătălia de la Câmpul lui Abraham

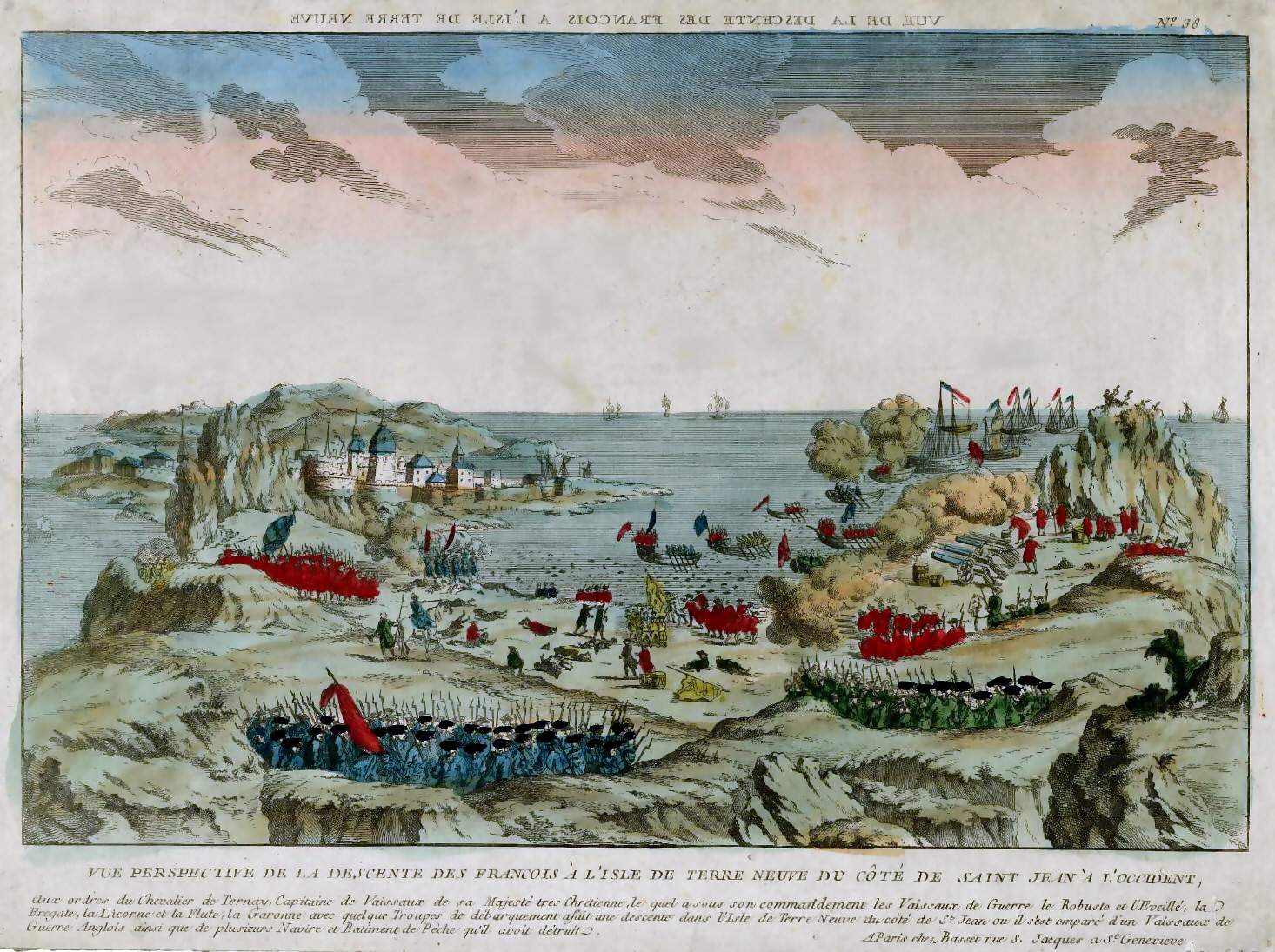
Bătălia de la Signal Hill

Victoriile britanice au continuat pe toate fronturile în anul 1759, când au capturat în cele din urmă Ticonderoga. James Wolfe l-a învins pe Montcalm la Quebec și i-a învins pe francezi la fortul Niagara, tăind frontiera de forturi ale francezilor spre vest și sud. Victoria a fost completă în 1760, când , în ciuda pierderii Quebec în Bătălia de la Sainte-Foy, britanicii au fost capabili să prevină sosirea corăbiilor franceze în Bătălia de la Restighouche când armatele mărșăluiau în Montreal din trei părți. În septembrie 1760, Guvernatorul Vaudreuil a negociat capitularea cu generalul Amherst. Amherst a respectat cererea ca fiecare rezident francez care alege să rămână în colonie să fie liber și să continuă să-și mențină tradiția romano-catolică și să-și păstreze proprietățile. Britanicii au tratat francezii bolnavi și răniți, iar trupele regulate franceze s-au întors în Franța, păziți de flota britanică. 
Deși ostilitățile păreau că încetează, francezii au împrejurat St John, Newfoundland. Când generalul Amherst a auzit de atacul surpriză, a mobilizat repede trupe sub comandă nepotului sǎu , William Amherst, care a recăpătat controlul asupra Newfoundland după Bătălia de la Signal Hill din septembrie 1762. 
Multe trupe din America de Nord au participat în acțiunile britanice viitoare în Indiile de Vest, capturând Havana de la spanioli atunci când Spania s-a aliat cu Franța și împotriva Martinica. 
Generalul Amherst a menținut tranziția forturilor franceze din vest sub controlul britanic. Politicile introduse au deranjat indienii, contribuind la rebeliunea lui Pontiac din 1763. O serie de atacuri asupra forturilor de la frontieră și așezări au dus la mobilizarea trupelor britanice, conflictele fiind rezolvate abia în 1766. 

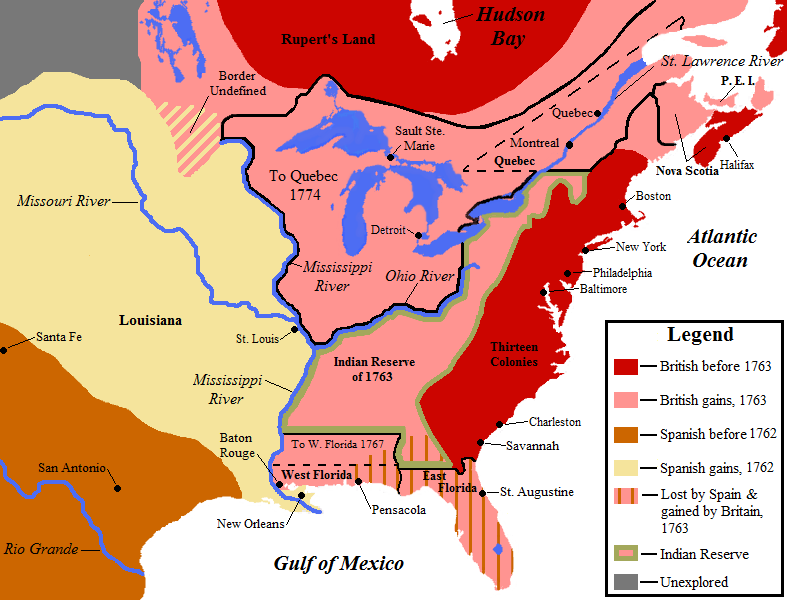
America de Nord în 1762-1783

Războiul din America de Nord a fost oficial încheiat cu semnarea Tratatului de la Paris din 10 februarie 1763, când războiul european a fost și el încheiat prin Tratatul de la Hubertusburg din 15 februarie. Britanicii au oferit francezilor alegerea de a preda posesiuni din America de Nord de la est de Mississippi sau insulele Guadeloupe și Martinica din Caraibe, ocupate de britanici. Francezii au ales să cedeze posesiunile din America de Nord, dar au putut negocia pentru păstrarea Saint Pierre și Miquelon, două insule mici din golful Sfântului Laurențiu, cu zone de pescuit. Vedeau potențialul economic al insulelor din Caraibe datorită producției zahărului, ce putea fi mai bine apărată. Britanicii au obținut Noua Franța. Spania, care a oferit Florida către britanici, a reobținut Cuba. De asemenea, au obținut Louisiana, incluzând New Orleans de la Franța drept compensație pentru pierderile lor. Marea Britanie și Spania au ajuns la un acord în privința navigației pe râul Mississippi, fiind deschis pentru toate națiunile.

## Cronologie
- 1753-Trupele franceze din Canada mărșăluiesc în sud și ocupă Valea Ohio. Britanicii protestează.
- 1754- Ensign de Jumonville și o treime din armata sa sunt uciși de corpul britanic condus de George Washington. Ca răzbunare, francezii și indienii îi înving pe britanici la Fort Necessity. Washington se predă după ce pierde 1/3 din forțele sale.
- 1755-Britanicii fac un plan pentru a-i înfrânge pe francezi. Moncton capturează Fortul Beausejour, iar trupele maiorului Eduard Braddock sunt învinse în Bătălia de la Monogahela. Trupele lui William Johnson opresc avansul francez la Lacul George.
- 1756-Începe Războiul de Șapte ani. Marea Britanie declară război Franței. Frederic al II-lea al Prusiei obține victoria de la Lobositz.
- 1757-Francezii conduși de Montcalm au capturat Fortul William Henry. După capitularea britanicilor, acțiunile lui Montcalm i-au înfuriat pe aliații indieni ce au capturat și ucis sute de civili și militari britanici. Frederic al II-lea pierde la Kolin, dar obține victorii importante la Leuthen și Rossbach și ocupă Praga.
- 1758-William Pitt pune în aplicare politici de cooperare pentru a primi mai mult suport colonial pentru război. Este semnat Tratatul de la Easton cu cele șase națiuni, și britanicii preiau controlul asupra Furcilor de la Ohio.
- 1759-Francezii se predau la Quebec după Bătălia de pe Câmpiile lui Abraham. Prusacii sunt înfrânți în Bătălia de la Kunersdorf de către ruși și austrieci.
- 1760-Britanicii capturează Montreal. Frederic obține victoria în Bătălia de la Torgau.
- 1763- Tratatul de la Paris încheie războiul dintre britanici și francezi. Căpetenia Pontiac al Ottawei a unit multe triburi indiene pentru a-i respinge britanici. Colonelul Henry Bouquet învinge nativii americani la Bushy Run. Regele George al III-lea semnează Proclamația ce rezerva pământurile de la vest de Munții Allegheny către indieni.

## Tactici

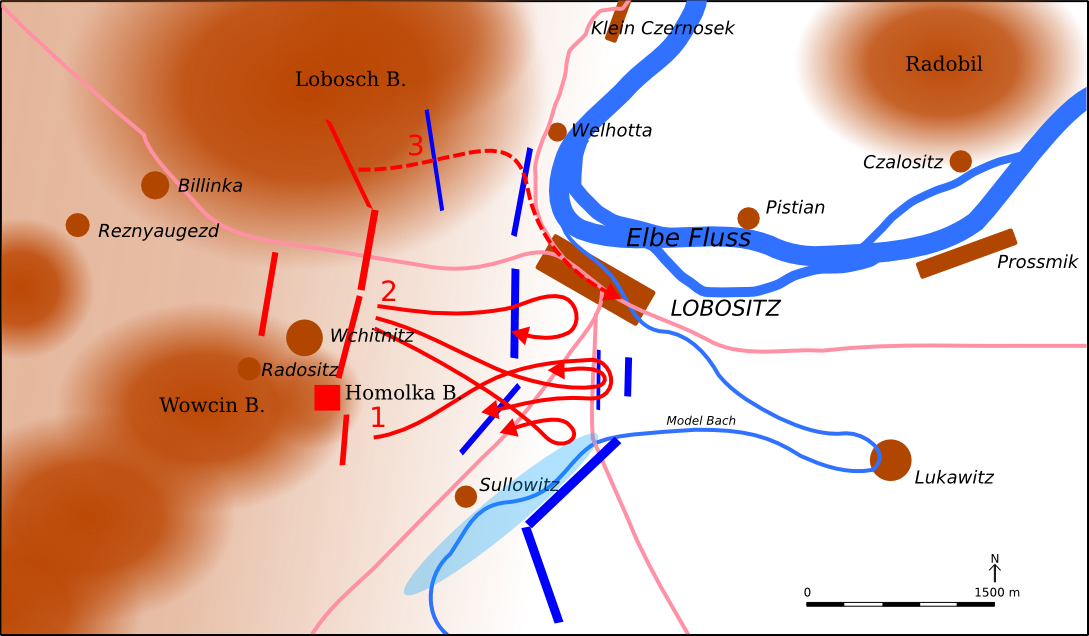
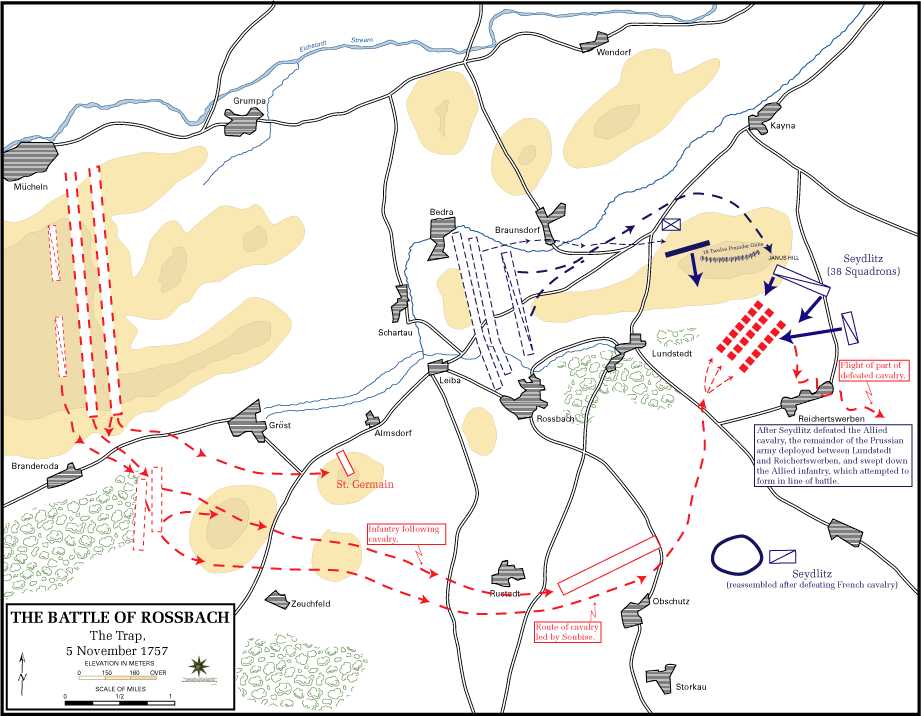
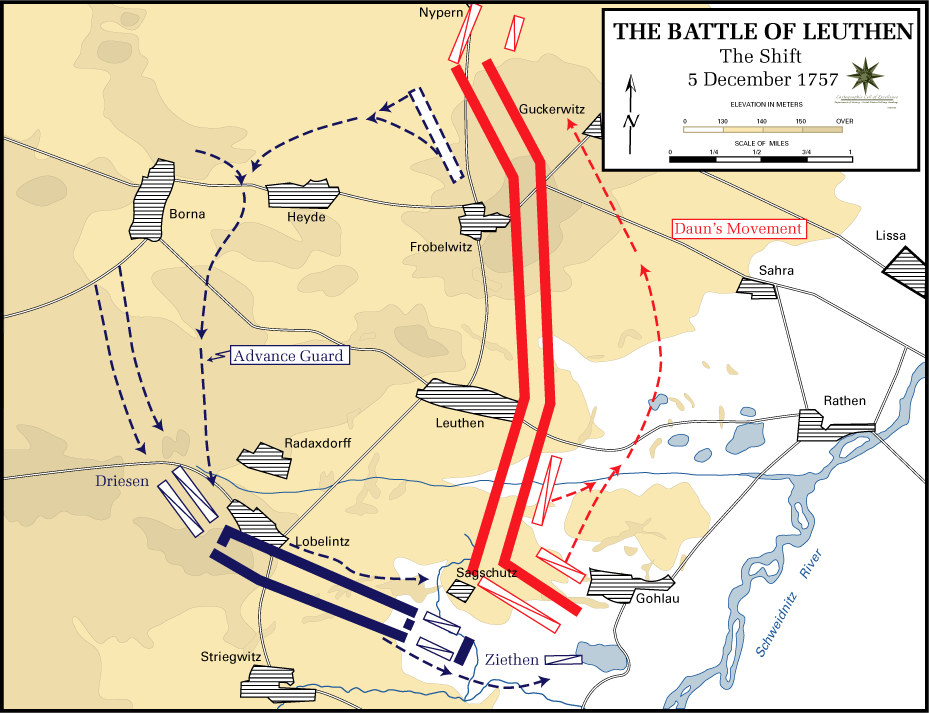
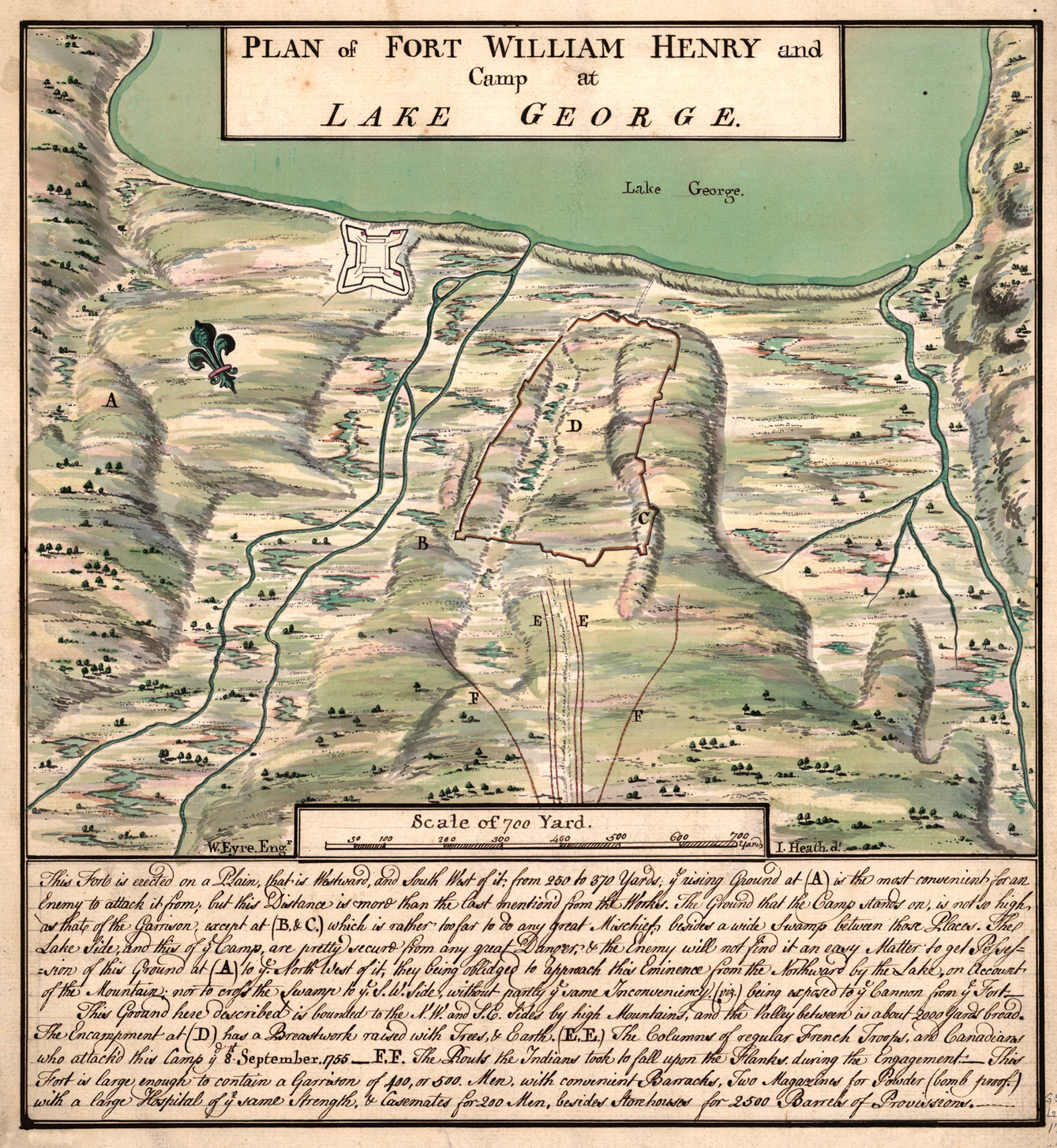
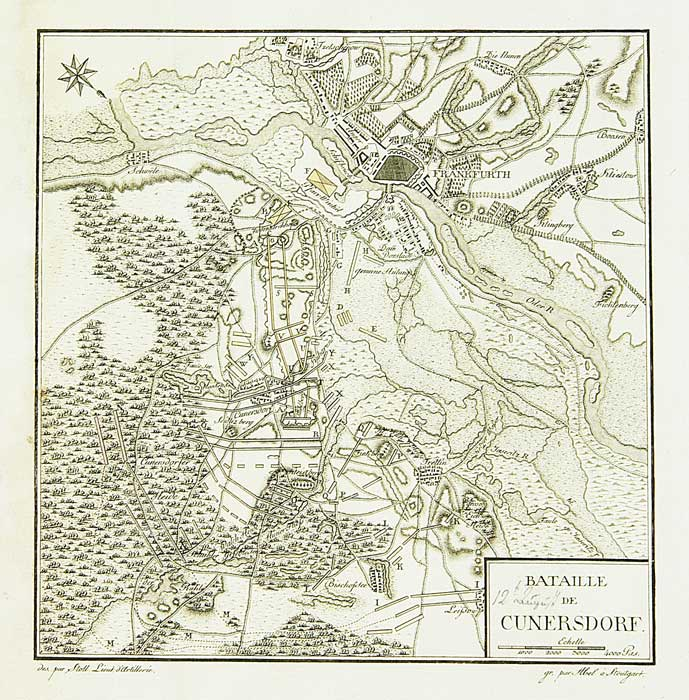
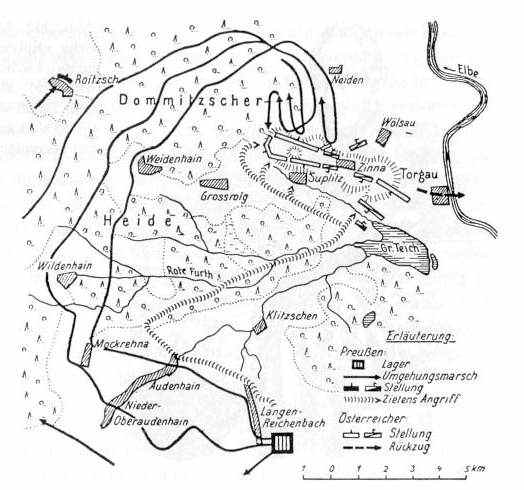